# Histoire de Paris

Les limites de Paris du IVe siècle à 2015.
Enceinte gallo-romaine
Enceinte carolingienne
Enceinte de Philippe Auguste
Enceinte de Charles V
Enceinte de Louis XIII
Mur des Fermiers généraux
Enceinte de Thiers
Aujourd'hui

L’histoire de Paris est liée à la conjonction de plusieurs facteurs géographiques et politiques. C'est Clovis qui décide, au VIe siècle, d'installer les organes fixes du pouvoir politique du royaume dans la petite cité des Parisii. Cette position de capitale sera confirmée par les Capétiens, après une parenthèse de deux siècles durant l'époque carolingienne.
La position de Paris, au carrefour entre les itinéraires commerciaux terrestres et fluviaux au cœur d'une riche région agricole, en a fait une des principales villes de France au cours du Xe siècle, avec des palais royaux, de riches abbayes et une cathédrale ; au cours du XIIe siècle, Paris est devenue un des premiers centres en Europe pour l'enseignement et les arts.
Que ce soit avec la Fronde, la Révolution française ou mai 1968, Paris a toujours été au cœur des événements qui ont marqué l'histoire de la France.
La Bibliothèque historique de la ville de Paris permet au public de se plonger dans la mémoire historique de Paris et de l'Île-de-France, sous des aspects très variés.
La patronne de la ville est sainte Geneviève, qui aurait écarté Attila et les Huns de la ville, au Ve siècle, par ses prières. Sa châsse se trouve aujourd'hui à l'église Saint-Étienne-du-Mont.

## Toponymie

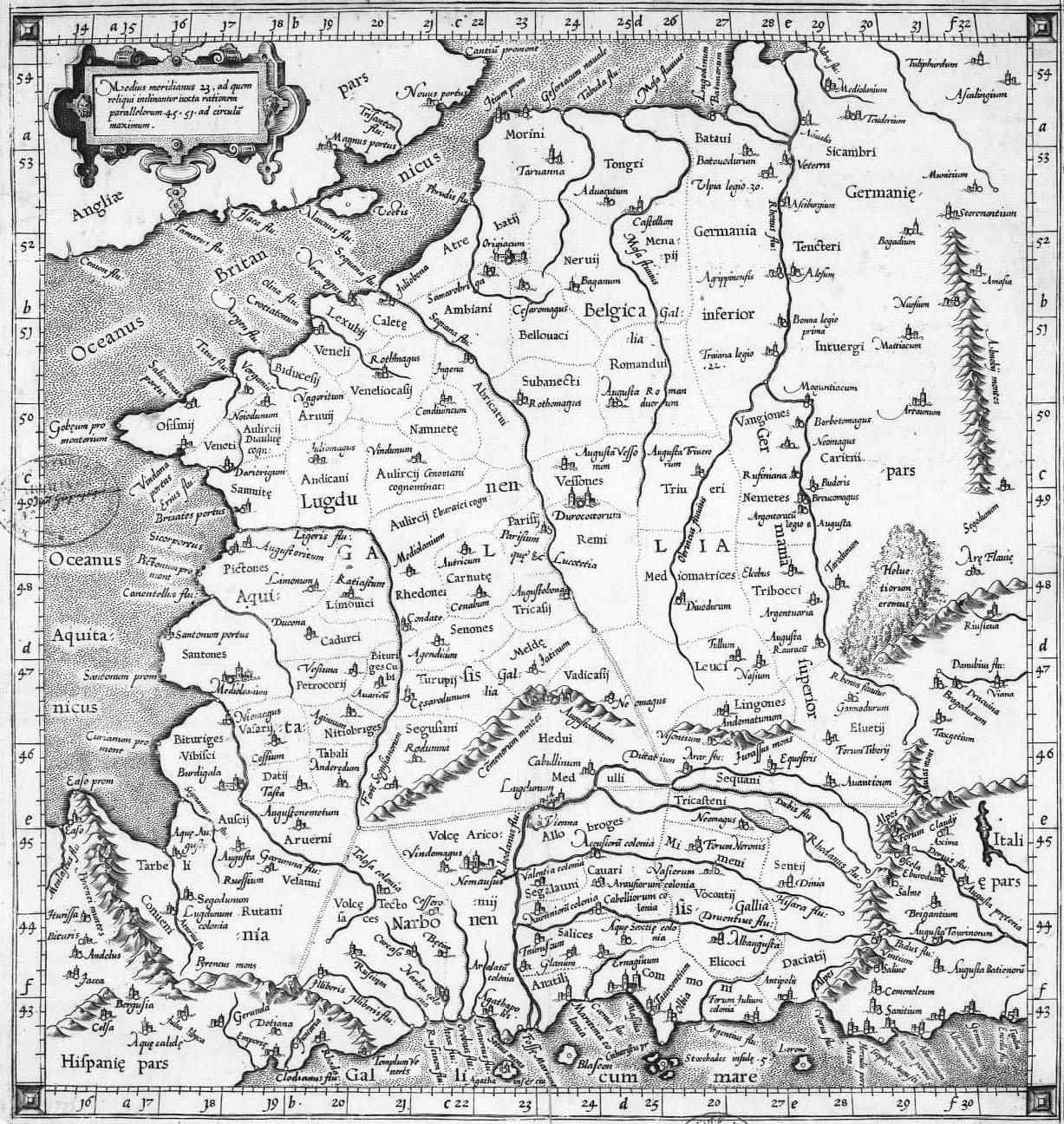
Carte de la Gaule au temps de Ptolémée où l'on peut lire le nom de Lucotecia.

### Formes anciennes
Le nom de la cité est attesté pour la première fois par Jules César, au milieu du Ier siècle av. J.-C., dans la Guerre des Gaules, sous la forme Lutecia ou Lutetia (selon les manuscrits). On trouve ensuite Lutetia apud Parisios au IVe siècle (Parisios étant à l'accusatif pluriel) ; puis Parisios [usque] en 400 - 410, et enfin Paris, attestée dès 887.
Le géographe Ptolémée la nomme Lucotetia ou Lucotecia, ce qui est considéré comme une mésinterprétation.

### Étymologie
Paris doit son nom au peuple gaulois des Parisii (au nominatif pluriel). Le mot Paris est issu du latin Parisiis (au datif locatif pluriel), désignation qui a supplanté Lutetia (Lutèce), suivant un processus général observé dans la Gaule du Bas Empire vers le IVe siècle pour les capitales de civitas (cités gallo-romaines) : celles-ci furent d'abord appelées de leur nom originel complété du nom du peuple dont elles étaient la capitale, comme Lutecia des Parisii en l'occurrence. Puis le nom du peuple au datif locatif est seul resté, le nom signifiant alors chez les Parisii (voir entre autres Angers capitale des Andécaves, Tours des Turones, Évreux des Eburovices, Saintes des Santons, Poitiers des Pictons, Amiens des Ambiens, Rodez des Rutènes, qui sont toutes dans le même cas, avec d'autres exemples encore).
Selon Pierre-Henry Billy, Lutetia pourrait être issu du gaulois *luta, boue, avec le suffixe -etia, ce qui correspond très bien à la nature du terrain décrit par Jules César dans la Guerre des Gaules, qui signale l'existence d'un marais permanent qui déversait ses eaux dans la Seine. Quant à l'étymologie de l'ethnonyme Parisii, elle n'est pas connue avec certitude. Il pourrait provenir du gaulois *pario, chaudron (pairol en ancien français et pairòl en occitan), signifiant alors « Ceux du chaudron », avec une référence mythique et sacrée (thème celtique du chaudron d'abondance représentant la survie dans l'Au-delà et les richesses de l'Autre Monde).
Les Parisii ont donné leur nom à Paris, ainsi qu'au pays du Parisis (maintenant « pays de France »), qui subsiste dans les toponymes de Villeparisis, Cormeilles-en-Parisis, Fontenay-en-Parisis. On trouvait également des Gaulois de la même tribu des Parisii en Angleterre, dans l'actuel Yorkshire de l'Est.

### Interprétations anciennes
L'étymologie de Paris a été à l'origine de nombreuses interprétations, souvent plus farfelues les unes que les autres afin de glorifier la « plus belle ville du Monde » et de lui attribuer des origines prestigieuses.
Les historiens du Moyen Âge comme le moine Rigord de Saint-Denis ont rattaché la fondation de Paris à la prise de Troie, les Troyens émigrés s'étant alors installés sur les rives de la Seine et auraient baptisé leur nouvelle cité du nom de Pâris, fils de Priam et amant d'Hélène. On trouve aussi l'étymologie parisia, « audace » en grec. Au XVIe siècle, le religieux et humaniste Baptiste de Mantoue écrit dans sa Vita Sancti Dionysii que les Parisiens sont issus des Parrhasiens — habitants de Parrhasie, cité d'Arcadie — et compagnons d'Héraclès (Hercule).
Gilles Corrozet dans La Fleur des Antiquitéz de la plus que noble et triumphante ville et cité de Paris publié en 1532 estime que Paris doit son nom à un temple d'Isis (Par Isis), déesse égyptienne, dont la statue se situerait à l'église Saint-Germain-des-Prés.
Pour François Rabelais enfin, son explication de l'origine du nom figure au chapitre dix-sept de Gargantua :

« “Je croy que ces marroufles voulent que je leurs paye icy ma bien venue et mon proficiat. C'est raison. Je leur voys donner le vin, mais ce ne sera que par rys (pour rire).”

Lors, en soubriant, destacha sa belle braguette, et, tirant sa mentule en l'air, les compissa si aigrement qu'il en noya deux cens soixante mille quatre cens dix et huyt, sans les femmes et petiz enfans.

Quelque nombre d'iceulx evada ce pissefort à legiereté des pieds, et, quand furent au plus hault de l'Université, suans, toussans, crachans et hors d'halene, commencerent à renier et jurer, les ungs en cholere, les aultres par rys : “Carymary, carymara ! Par saincte Mamye, nous son baignez par rys !” Dont fut depuis la ville nommée Paris, laquelle auparavant on appelloit Leucece, comme dict Strabo, lib. III, c'est-à-dire, en grec, Blanchette, pour les blanches cuisses des dames dudict lieu. Et, par autant qu'à ceste nouvelle imposition du nom tous les assistans jurerent chascun les saincts de sa paroisse, les Parisiens, qui sont faictz de toutes gens et toutes pieces, sont par nature et bons jureurs et bons juristes, et quelque peu oultrecuydez, dont estime Joaninus de Barranco, libro De copiositate reverentiarum, que sont dictz Parrhesiens en Grecisme, c'est-à-dire fiers encon parler »

## Préhistoire

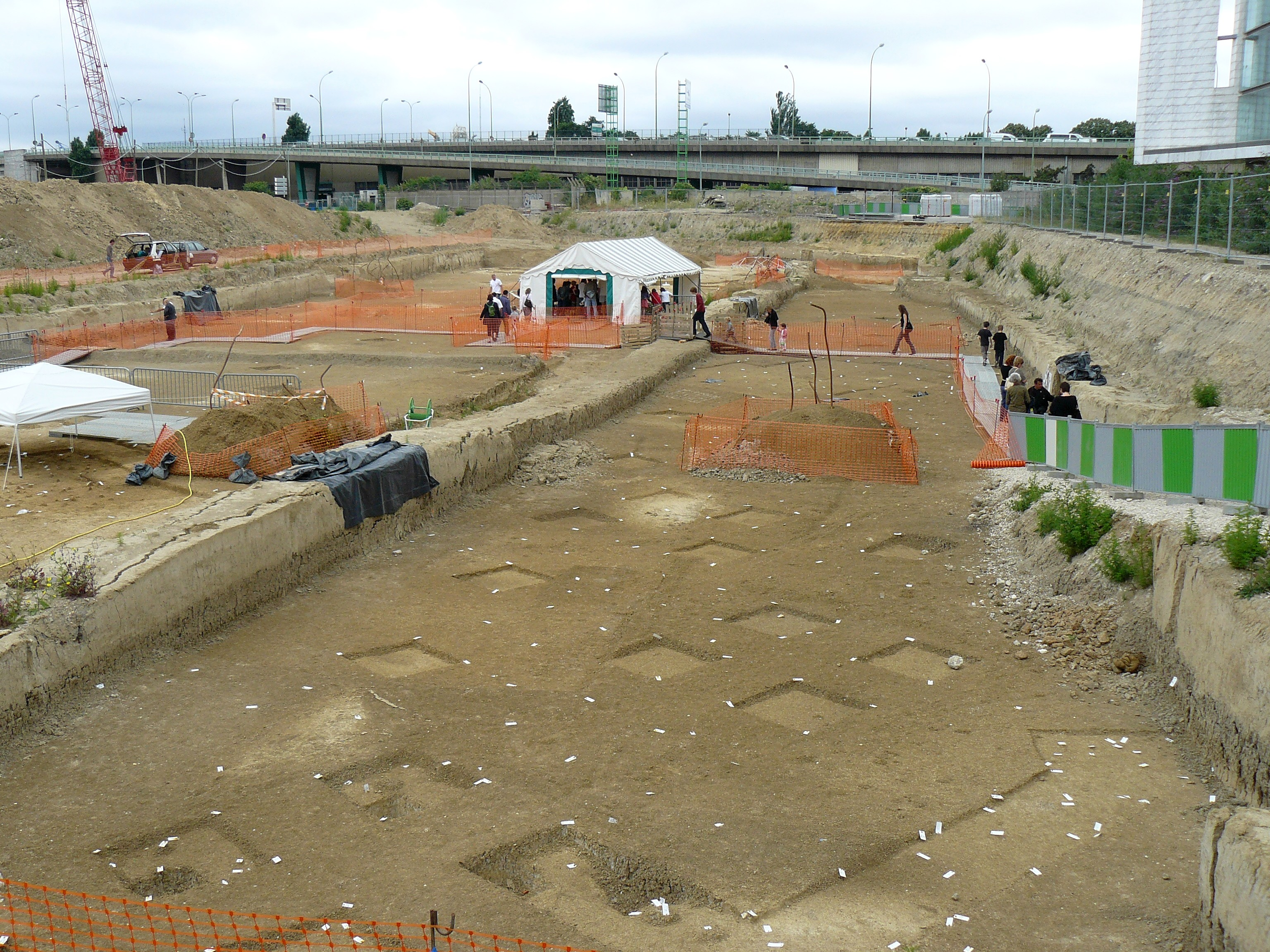
Fouilles rue Henry-Farman (juin 2008). Au fond, le périphérique sud.

L'Île-de-France est occupée par l'homme depuis au moins 40 000 ans, comme en témoignent les outils en pierre taillée retrouvés hors contexte lors des différents travaux de terrassement en bord de Seine. À cette époque, la zone occupée par Paris était marécageuse, en raison notamment d'un changement de lit de la Seine et couverte de forêts.
Les plus spectaculaires découvertes archéologiques in situ ont été faites dans le 12e arrondissement où ont été mis au jour en septembre 1991 les vestiges parmi les plus anciens de l'occupation humaine permanente sur le territoire de Paris. Les fouilles sur la ZAC de Bercy ont permis la découverte des traces d'un habitat permanent de la période chasséenne (entre 4 000 et 3 800 av. J.-C.), établi sur la rive gauche de l'ancien bras de la Seine, dévoilant un mobilier archéologique exceptionnel : trois grandes pirogues monoxyles en chêne qui constituent les plus anciennes embarcations découvertes en Europe, un arc en bois, des flèches, des poteries ainsi que de nombreux outils en os et en pierre,. L'occupation humaine sur le site de Paris remonterait donc à au moins six mille ans. La présence humaine semble avoir été permanente durant le Néolithique final (3400–1800 av. J.-C.) comme l'atteste l'existence de plusieurs mégalithes, Pet-au-Diable derrière l'Hôtel de ville, Pierre-au-Lay à proximité du Châtelet, Pierre-au-Lard près de l'église Saint-Merri ou le Gros-Caillou rue Saint-Dominique.
En 2008, un site datant du mésolithique moyen (8 000 - 6 500 av. J.-C.) a été mis au jour par l'INRAP dans le 15e arrondissement, à proximité de la Seine à l'endroit de la rue Henry-Farman (en face de l'héliport),. Il a révélé des traces d'occupation par des chasseurs-cueilleurs nomades ; on suppose qu'à l'époque, un bras de la Seine occupait l'emplacement de l'actuelle rue Henry-Farman. Le site aurait également été réoccupé plus tard, au néolithique et au premier âge du fer.
Par ailleurs, il ne faut pas oublier que Paris eut successivement, comme toute ville de bord de fleuve, plusieurs ports fluviaux, ayant eu chacun sa spécialité.

## Antiquité
La première fois que les historiens mentionnent l'existence de Lutèce, c'est à l'époque du siège de cette ville, en 53 av. J.-C., par Labiénus, auparavant, le flou le plus total existe entre cette occupation préhistorique du site et la période gallo-romaine. Seule certitude, les Parisii, peuple gaulois client des Sénons, sont les habitants des lieux quand les troupes de César sillonnent le pays. Le territoire des Parisii était resserré entre les possessions de puissants peuples gaulois :
- Au Nord, les Silvanectes, capitale Senlis
- À l'Est, les Sénons, capitale Sens
- Au Sud et à l'Ouest, les Carnutes, capitale Chartres

Certains évoquent des dates entre 250 et 200 av. J.-C. pour la fondation du Paris des Parisii, sans grands arguments à faire valoir. Toujours est-il que cette urbs, servait de place forte aux Parisiis sous le nom de Oppidum ParisioUrum,. La ville n'était alors qu'une agglomération de cabanes, de huttes de forme ronde, construites en bois ou en torchis, couvertes de chaumes ou de roseaux,, isolées les unes des autres, sans alignement ni symétrie.
André Borel d'Hauterive a réfuté l'affirmation faite dans l'Histoire de Jules César (inachevée), publiée par Napoléon III selon laquelle les Parisiis seraient à ranger dans la Gaule belgique et qu'ils relèveraient des Bellovaques. En se rapportant « à Jules César lui-même, mieux renseigné sans doute que le moderne César », l'historien écrit que « les Parisiens étaient de mémoire d'homme les alliés des Sénonais, leurs voisins (Confines erant hi Senonibus, civitatemque patrum memoriâ conuxerant) » et précise que « le P. Sirmond les range dans la Gaule lyonnaise des Sénonais (provincia Lugdunensis Senonia) », c'est-à-dire dans la Gaule celtique, celle des trois Gaules dont Lugdunum (Lyon) devenait la capitale.
On ne connaît pas aujourd'hui avec certitude l'emplacement de la Lutèce gauloise. On a longtemps pensé que la Lutèce gauloise se trouvait dans l'île de la Cité mais cette hypothèse est aujourd'hui très discutée. En effet l'île de la Cité a été complètement fouillée lors des grands travaux d'Haussmann et du chantier du métro. La Lutèce gauloise a très bien pu se situer soit dans l'île Saint-Louis ou dans une autre île aujourd'hui rattachée à la rive gauche et qui se trouvait en face de l'île Saint-Louis (delta formé par l'embouchure de la Bièvre). Toutefois de récentes fouilles ont fait naître une hypothèse très discutée actuellement qui est de placer la Lutèce gauloise d'origine à Nanterre, à dix kilomètres à l'ouest du centre de Paris, comme l'atteste la découverte fin 2003 d'une importante cité gauloise d'une quinzaine d'hectares (soit le double de l'île de la Cité) datant du IIe siècle av. J.-C..
En 52 av. J.-C., lorsque Labienus, lieutenant de Jules César, approche de Lutèce, celle-ci est incendiée par les Gaulois. Les troupes romaines attaquent dans la plaine et exterminent les troupes gauloises de Camulogène à la bataille de Lutèce. On suppose que la Lutèce originelle, celle qui avait été incendiée par ses défenseurs lors de l'arrivée de Labiénus, fut réoccupée rapidement par les Parisii qui avaient survécu après la pacification des Gaules par Jules César. Mais elle fut sans doute longue à se relever car elle resta près de 400 ans sous la domination romaine sans que l'histoire en fit la moindre mention.
La ville est appelée Lucotocia par Strabon et Lucotecia par Ptolémée en référence à un possible mot gaulois lucotetia qui, d'après Louis Deroy et Marianne Mulon, est formé à partir du celtique *luco- signifiant « marais » puis Lutetia (traduit plus tard en français par Lutèce) par les Romains. Une autre hypothèse dit que Lutetia proviendrait de Luh, rivière, fleuve et de dac ou tec coupé, fleuve coupé.
Vers l'an 25 de l'ère chrétienne, sous le règne de Tibère, les Nauloe parisiaci (le corps des négocions de la rivière de Seine) élevèrent un autel à Jupiter à la pointe de l'île de la Cité, où est maintenant la cathédrale Notre-Dame de Paris, comme l'attestent les bas-reliefs trouvés en 1711.
Toujours est-il que la Lutèce romaine, outre l'île de la Cité, a été construite au Ier siècle sur la rive gauche. On pense qu'elle s'étendait approximativement du boulevard Saint-Germain au Val-de-Grâce et de la rue Descartes au jardin du Luxembourg. Lutèce était construite autour de la rue Saint-Jacques (qui en était le cardo maximus) selon un plan organisé en rues perpendiculaires. Le centre de la ville est fixé par les architectes romains au niveau actuel des 172 et 174 de la rue Saint-Jacques. Le forum s'étendait de la rue Saint-Jacques au boulevard Saint-Michel et de la rue Cujas à la rue Malebranche,.

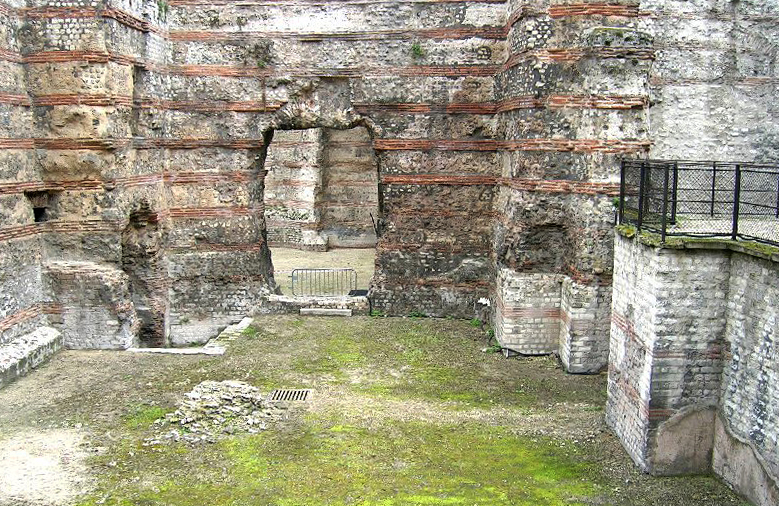
Caldarium des thermes de Cluny.

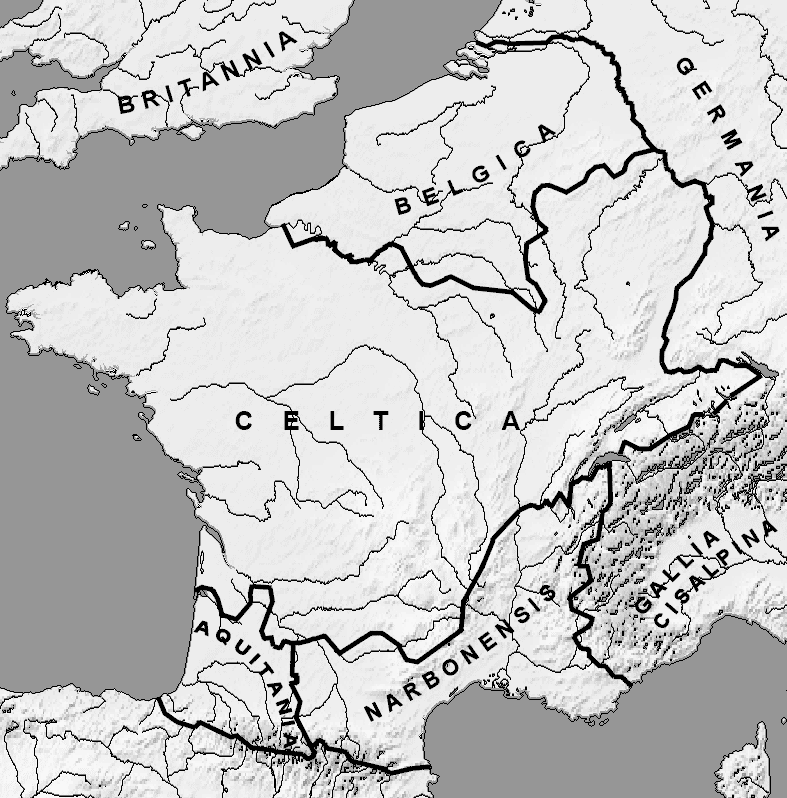
Les différentes parties de la Gaule (58 av. J.-C.)

Des thermes étaient construits à l'angle du boulevard Saint-Germain et du boulevard Saint-Michel, ainsi qu'à proximité de l'actuel Collège de France, à l'angle de la rue des Écoles et de la rue Jean-de-Beauvais ; ils étaient alimentés par un aqueduc apportant l'eau du plateau de Wissous et Rungis, au sud. Plusieurs sections ont été mises au jour dans le 14e arrondissement et le 13e arrondissement.
Un théâtre se trouvait à l'angle de la rue de l'École-de-Médecine et du boulevard Saint-Michel, à l'emplacement actuel de la rue Racine. À l'Est de la ville, une rivière aujourd'hui canalisée, la Bièvre, contournait la montagne Sainte-Geneviève en passant au niveau du Jardin des Plantes. La rivière traversait à cette époque le 13e arrondissement pour se jeter dans la Seine au niveau de l'île de la Cité et de l'île Saint-Louis. Les arènes de Lutèce étaient situées à l'Est de la ville, à proximité de la Bièvre. Un cimetière (la nécropole Saint-Jacques) est implanté au Sud de la ville, à l'emplacement de l'abbaye de Port-Royal.
Lutèce qui s'étendait sur 54 hectares dont 9 hectares dans l'île de la Cité et 45 hectares sur la rive gauche n'était peuplée que de huit à vingt mille habitants au maximum de son expansion, les historiens contemporains privilégiant un ordre de grandeur de huit à dix mille, ce qui n'en fait qu'une cité modeste de la Gaule romaine et du monde romain,. Cette population est à comparer avec celle de Lugdunum (Lyon) - créée en 43 av. J.-C., capitale des trois Gaules : Celtique (ou lyonnaise qui englobe la région de Lutèce), Belgique et Aquitaine, la Narbonnaise étant indépendante - qui comptait alors de 50 000 à 80 000 habitants (au IIe siècle).
Selon la tradition, le christianisme est introduit dans la ville par le premier évêque missionnaire, saint Denis, vers 250 sous le lègue de Philippe, premier empereur qui ait professé le christianisme. On suppose que saint Denis et ses compagnons furent martyrisés à Montmartre vers 273. Au milieu du IIIe siècle, à la suite de la crise du IIIe siècle, sa population se replie dans l'île de la Cité qui est fortifiée par la récupération de pierres prises aux grands édifices ruinés.
En 357, l'empereur Julien, après une longue campagne victorieuse contre des peuples de Germanie et en particulier les Alamans, vient se reposer à Lutèce, au palais des Thermes. Il passe plusieurs hivers dans la ville, après ses campagnes. Dans Le Misopogon, Julien décrit Carom Lutétiam : « c'est un îlot jeté sur le fleuve qui l'enveloppe de toutes parts : des ponts de bois y conduisent de deux côtés : le fleuve diminue ou grossit rarement : il est presque toujours au même niveau été comme hiver : l'eau qu'il fournit est très agréable et très limpide à voir et à qui veut boire. Comme c'est une île, les habitants sont forcés de puiser leur eau dans le fleuve ».
En 360, Julien est proclamé Auguste par ses légions gauloises, à Lutèce. En 361, eut lieu le premier concile de Paris, où était présent saint Hilaire.
Vers 380 on commence à nommer la ville urbs Parisiorum, du nom du peuple gaulois qui occupe le site. En 383, le général romain Magnus Maximus proclamé empereur par les légions de Grande-Bretagne, débarque en Belgique et soulève tout le Nord de la Gaule. Pour s'opposer à la marche des rebelles, l'empereur Gratien rassembla ses troupes autour de Lutèce, ou il rencontra les troupes de l'usurpateur. Trahi par ses troupes, Gratien s'enfuit à Lyon et Lutèce ouvrit ses portes à Magnus Maximus.
Lutèce vivant calmement sous les règnes de Théodose Ier et Flavius Honorius deux bourgs se forment alors : l'un aux environs du palais des Thermes et sur le mont Lucoticius et l'autre aux environs de l'ancien temple d'Isis appelé Locotice. On suppose également que Lutèce s'agrandit à cette même époque dans sa partie septentrionale, c'est-à-dire sur le bord de la Seine, entre l'actuel pont au Change et l'hôtel de Ville, mais que ce bourg fut détruit par les incursions des Normands vers la fin du IXe siècle.
À partir de 451 et durant la fin du Bas-Empire, Lutèce est ravagée et incendiée lors des grandes invasions. Néanmoins, dès le IVe siècle, l'existence de faubourgs est attestée par un texte, et la ville prend à cette époque le nom du peuple dont elle est la capitale, les Parisii. L'importance militaire de Parisii est attestée par Ammien Marcellin relatant que l'empereur prenait ses quartiers d'hiver dans les murs de celle-ci qui, à cette époque, était une ville de garnison.

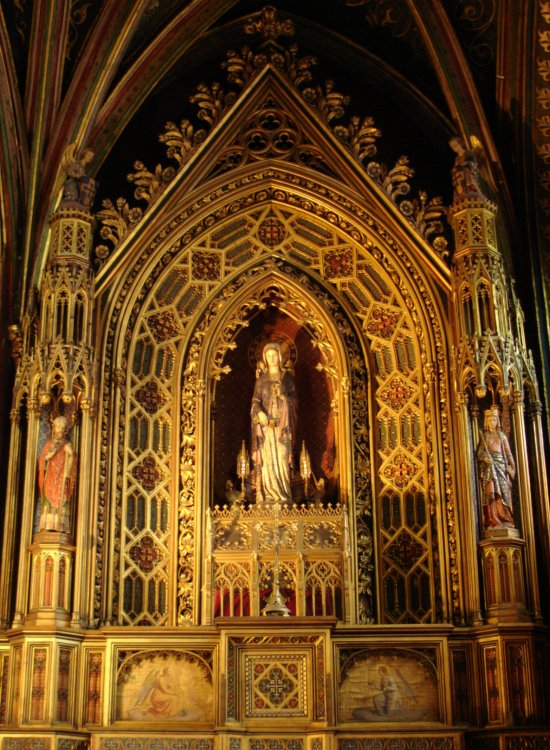
Châsse de sainte Geneviève.

Au printemps 451 Attila lance une campagne contre la Gaule. Après avoir incendié Metz, Strasbourg et les contrées qu'il traversait le fléau de Dieu se dirigea sur Lutèce, dont les habitants pris de panique fuyaient emportant avec eux leurs biens les plus précieux. Selon la légende, Geneviève convainc les habitants de Paris de ne pas abandonner leur cité aux Huns par les paroles suivantes : « Que les hommes fuient, s’ils veulent, s’ils ne sont plus capables de se battre. Nous les femmes, nous prierons Dieu tant et tant qu’Il entendra nos supplications ». De fait, Attila épargnera Paris. Une autre hypothèse controversée prétend qu'elle aurait averti l'envahisseur d'une épidémie de choléra sévissant dans la région. Enfin, par ses liens avec les Francs, intégrés au dispositif romain, elle aurait pu savoir qu'Attila voulait s'attaquer d'abord aux Wisigoths en Aquitaine, et ne voulait sans doute pas perdre du temps devant Paris. Quoi qu'il en soit, Attila s'éloigna de Lutèce, comme il s'était retiré des environs de Troyes devant la crosse de saint Loup. Retenu longtemps sous les murs d'Orléans par l'énergique défense de ses habitants, Attila leva le siège à l'approche d'Aétius et se replia sur les plaines de la Champagne ou il essuya une sanglante défaite.
En 445, Clodion pille la ville. En 465, c'est au tour de Childéric Ier de mettre le siège devant Paris. Les Romains tiennent dans cette ville une forte garnison et la résistance est opiniâtre. Sainte Geneviève s'oppose à nouveau au siège en parvenant à ravitailler plusieurs fois la ville, en forçant le blocus. On manque toutefois de détails sur ce siège et certains historiens en contestent la durée et même l'existence. En 486, après sa victoire à Soissons contre Syagrius, Clovis met le siège devant Paris. Geneviève le convainc de faire ériger une église dédiée aux saints Pierre et Paul sur la montagne qui porte aujourd'hui son nom (montagne Sainte-Geneviève), dans le 5e arrondissement de Paris, au cœur du Quartier latin. Elle meurt entre 502 et 512, enterrée dans cette même église aux côtés de Clovis et de la reine Clotilde.
Geneviève est considérée par les catholiques comme la sainte patronne de Paris, du diocèse de Nanterre, elle est fêtée par eux le 3 janvier.

## Moyen Âge

Blason de Paris
Les armes de Paris se blasonnent ainsi : De gueules à la nef équipée et habillée d'argent voguant sur des ondes du même mouvant de la pointe, au chef cousu d'azur fleurdelysé d'or
Devise : Fluctuat nec mergitur, ce qui signifie Il flotte mais ne sombre pas.
Elle évoque le Scilicet, navire également représenté sur le blason de la ville et symbole de la puissante corporation des Nautes ou des Marchands de l'eau, gérante de la municipalité au Moyen Âge.

### De Clovis aux Capétiens
Le Mérovingien Clovis, roi des Francs, s'y établit pour en faire sa capitale en 508, à la suite de sa victoire sur les Romains. Malgré de nombreux conflits sanglants entre ses successeurs, la cité demeure la capitale indivise du royaume des Francs jusqu'au début du VIIe siècle.
Sur la rive gauche l'église Saint-Pierre et Saint-Paul, qui deviendra l'abbaye Sainte-Geneviève, est fondée en 511, année durant laquelle meurt Clovis dans le palais des Thermes.
En 543, l'église Sainte-Croix et Saint-Vincent est construite sur les ruines du temple d'Isis. En 552 la ville est partiellement détruite par un violent incendie.
En 583, il y eut une inondation si grande qu'entre la Cité et l'église Saint-Laurent, on ne pouvait aller qu'en bateau.
L'urbanisation de la rive droite s'amorce sur un territoire à l'abri des crues d'une altitude moyenne de 34 mètres entre la Seine et un vaste marécage qui s'étend en arc-de-cercle à une altitude de 30 à 32 mètres fréquemment inondé au bas des collines de Ménilmontant, Belleville, Montmartre et Chaillot correspondant au cours préhistorique du fleuve. Sur les monceaux, minuscules buttes témoins qui émergent sur ce terre-plein, s'établissent les premiers bourgs : le monceau Saint-Gervais où l'église Saint-Gervais est le plus ancien lieu de culte connu de la rive droite dès la fin du Ve siècle auprès d'une nécropole antique et une butte à l'est de l'actuel Louvre où l'église Saint-Germain-l'auxerrois est attestée au VIIe siècle,.
Au IXe siècle, des enceintes sont édifiées sur la rive droite pour protéger ces bourgs. L'enceinte de Saint-Gervais était approximativement située au niveau des rues des Barres de Rivoli et de la Tacherie.
Au IXe siècle, les Vikings pillent et sèment la terreur le long des côtes de la Manche, grâce à leurs drakkars, navires à faible tirant d'eau facile à manœuvrer, ils remontent le cours des fleuves loin dans les terres. Ils arrivent pour la première fois à Paris en 845. La cité est abandonnée par ses habitants et pillée, le roi Charles le Chauve doit verser 7 000 livres d'argent pour qu'ils acceptent de l'évacuer.
Les comtes de Paris, de la dynastie héréditaire des Robertiens, ont fort à faire : dès 856-857, ils reviennent et incendient toutes les églises à l'exception de Saint-Denis, Saint-Étienne et Saint-Germain-des-Prés au prix d'une forte rançon. Mais ils s'emparent pourtant de cette dernière en 858. En 861, l'abbaye et la ville entière sont incendiées. En 865-866, c'est Saint-Denis qui est victime d'un incendie. Enfin en 869, ils pillent à nouveau Saint-Germain-des-Prés. En 870, le roi décide d'organiser la défense de la ville. Vers 880, lors d'un nouveau siège par les Vikings, le moine Abbo rapporte la présence de femmes qui excitent leurs maris pour qu'ils se battent plus activement. En 885, Gozlin, l'évêque de Paris, fait réparer la muraille gallo-romaine juste avant une nouvelle attaque et la population se réfugie dans l'île de la Cité. La rive gauche est entièrement détruite par les Normands lors de cette nouvelle attaque en 885 lors d'un siège d'un an. Les raids ne prennent fin qu'avec le traité de Saint-Clair-sur-Epte conclu en 911.
Voulant punir l'avant-dernier Carolingien Lothaire de son expédition contre Aix-la-Chapelle, l'empereur germanique Otton II vient donner l'assaut à Paris en octobre 978. Il prendra rapidement la rive droite mais ne pourra pas en revanche prendre la cité. Il repartira assez rapidement, fin novembre, dans une retraite qui s'avérera désastreuse.  

### De Hugues Capet à la guerre de Cent ans: la première ville d'Europe

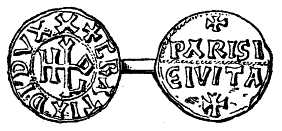
Denier de Hugues Capet, « duc par la grâce de Dieu » (Dux Dei Gratia), atelier de Paris (Parisi Civita), fin du Xe siècle.

Quand la couronne échoit aux Capétiens en 987, Paris est une des deux grandes villes de leur domaine personnel avec Orléans mais les rois séjournent plutôt dans cette dernière. Leur ancêtre Eudes s'était illustré en la défendant face aux Vikings. Hugues Capet fixe sa résidence dans l'Île de la Cité mais séjourne peu à Paris. En revanche, son fils et successeur Robert le Pieux réside fréquemment à Paris confortant sa prééminence et son rôle de capitale. Il fait restaurer le palais de la Cité et les abbayes, la ville devient alors un important centre d'enseignement religieux au début du XIe siècle.
Après Saint-Germain-l'Auxerrois et Saint-Gervais, les premières agglomérations de la rive droite s'établissent au XIe siècle sur d'autres éminences insubmersibles : Saint-Jacques-la Boucherie (le percement de la rue de Rivoli en 1854 a nécessité l'arasement de cette butte), Saint-Merri à partir d'un ermitage fondé à la fin du VIIe siècle, plus au nord Saint-Martin-des-Champs autour d'une collégiale fondée en 1060 sur le site d'une basilique datant du VIe ou du VIIe siècle.
L'urbanisation se développe à partir de ces noyaux qui sont protégés au XIe siècle par une enceinte qui les englobe (sauf Saint-Martin éloigné). Ce développement s'exerce dans le cadre du droit féodal, le territoire étant divisé en fiefs détenus par des seigneurs laïques et ecclésiastiques qui mettent en valeur leur domaine agricole par acensement , particulièrement au cours du XIIe et du XIIIe siècle pour créer de nouveaux quartiers, notamment le bourg Saint-Martin-des-Champs, la Ville-Neuve du Temple et celui des Halles.
Le pouvoir royal se fixe progressivement à Paris à partir de Louis VI (1108-1137) et plus encore de Philippe Auguste (1179-1223). La cour s'y fixant, Paris devient définitivement la capitale du royaume. La rive gauche de la ville n'est véritablement reconstruite qu'au XIIe siècle. À la même époque, la rive droite est constituée de quatre quartiers : le quartier de Grève (Saint-Gervais), le Châtelet, les Halles et Saint-Germain-l'Auxerrois. Le quartier de Grève s'étendait alors jusqu'à l'église Saint-Merri,.
Grâce à sa position privilégiée sur les grands itinéraires commerciaux, c'est l'activité marchande qui donne son essor à la ville, l'ample courbe du fleuve constituant une série de commodes ports naturels. La rive droite devient le débouché des grandes routes commerciales : le blé entre par la rue Saint-Honoré, les draps du Nord par la rue Saint-Denis et le poisson de la mer du Nord et de la Manche par la rue des Poissonniers. L'importance de son marché, en liaison avec la foire du Lendit à Saint-Denis, nécessite de la place et son établissement dans un lieu plus dégagé que l'île de la cité : Louis VI l'installe vers 1137 au lieu-dit Les Champeaux, les petits champs ; les Halles de Paris y restent durant plus de huit siècles. En 1121, il accorde le privilège des marchands d'eau. Celui-ci est confirmé et étendu par son fils Louis VII : les marchands parisiens reçoivent le monopole de la navigation fluviale entre Mantes et Paris,.

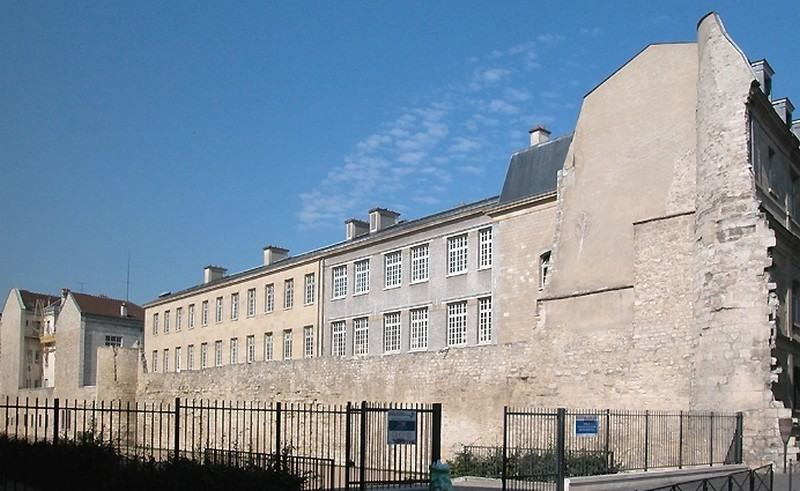
Vestige de l'enceinte de Philippe Auguste, dans le Marais.

En 1163, l'évêque Maurice de Sully entreprend l'édification d'une cathédrale digne du siège du pouvoir royal et épiscopal à l'emplacement de deux églises mérovingiennes : la première pierre de la cathédrale Notre-Dame est posée en présence du roi Louis VII. Le premier palais épiscopal de la ville est édifié au sud de l'édifice. L'évêque est à l'origine de la création au cours du XIIe siècle de quatorze paroisses dans l'île de la Cité par division de la paroisse unique de la cathédrale. Au cours des XIIe et XIIIe siècles, au fur et à mesure de l'extension de la ville sur les deux rives, des paroisses sont créées à l'initiative de l'évêque et des abbayes. Paris compte trente-deux paroisses vers 1300.
Ces fondations paroissiales s'accompagnent de la construction d'églises, parmi lesquelles Saint-Eustache, Saint-Leu-Saint-Gilles, Saint-Nicolas-des-Champs, Saint-André-des-Arts (démolie en 1807), Saint-Nicolas du Chardonnet.
Une enceinte est construite par Philippe-Auguste pour protéger la ville en pleine expansion sur ses deux rives, en particulier de la menace que constitue le roi d'Angleterre : elle ceint l'agglomération de la rue Étienne-Marcel à la rue de l'Estrapade et de la nouvelle forteresse du Louvre aux Fossés-Saint-Bernard. Par la suite, Paris s'étend alors surtout sur la rive droite.

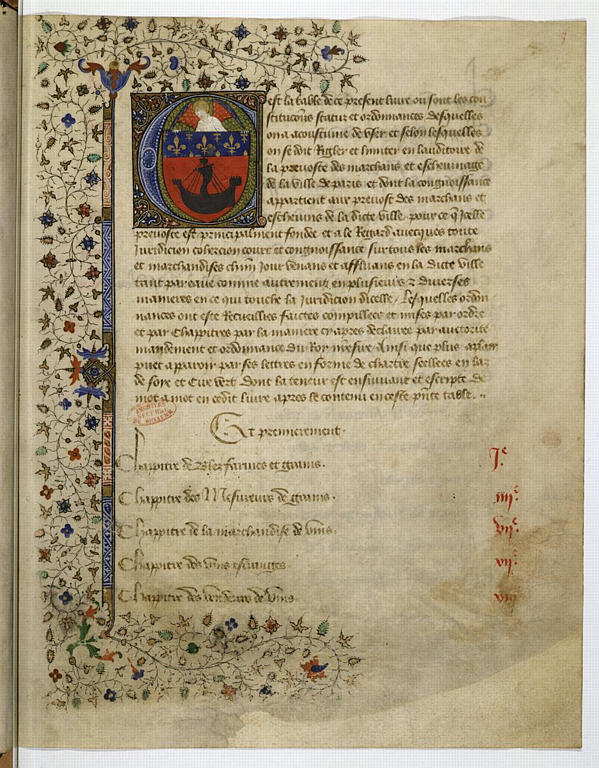
Recueil des ordonnances de la prévôté des marchands de Paris, 1416, par.

À cette époque, les écoles épiscopales entourant le cloître Notre-Dame ont acquis un grand renom pour la qualité de leur enseignement. Mais maîtres et élèves cherchent à se soustraire de la tutelle de l'évêque et à créer des écoles indépendantes : ces nouveaux lieux d'enseignement sont implantés sur la rive gauche. Après d'âpres difficultés avec l'évêque et le roi, ils choisissent de se placer sous le patronage du pape Innocent III et fondent une organisation de défense, l'Universitas, reconnue en 1209-1210. L'Université de Paris obtient le droit de sceller de son propre sceau en 1252, ce qui marque son indépendance. Le renom de l'université attire très vite des étudiants venus de l'occident chrétien tout entier ; ils se rassemblent en « collèges » selon leurs origines.

Plan de Paris en 1223.

L'importance de la ville augmente, tant sur le plan politique et financier que marchand. En à peine six ans, Saint Louis édifie la Sainte Chapelle afin de recevoir la couronne d'épines du Christ (1242-1248). Les organes centraux du gouvernement ayant leur siège à Paris, le roi souhaite conserver le contrôle de la ville et refuse de lui accorder une charte de commune ; néanmoins, il concède des privilèges de bourgeois du roi et accorde des faveurs à la hanse des marchands de l'eau qui s'impose ainsi avec d'autres corporations comme un pouvoir politique. Il obtient de ce fait un siège social, le parloir des marchands, un tribunal de commerce et le droit de lever l'impôt. En 1258, Saint-Louis ôte la prévôté des mains des marchands et la confie à un proche, Étienne Boileau. En 1263, la hanse des marchands élit une première municipalité composée d'un prévôt des marchands, dont on ignore le nom.
L'ordonnance de 1263 assure une bonne monnaie. Saint-Louis installe au Temple une commission financière chargée du contrôle des comptes royaux, renforçant la structure mise en place en 1190 par son grand-père Philippe Auguste, dessinant la future Cour des Comptes.
Le prévôt de Paris, Étienne Boileau organise et codifie en 1268 les métiers de la capitale en rédigeant le Livre des métiers.
En 1280, la Seine déborde. Gilles Corrozet écrit : « L'an mil deux cens quatre vingts, la riuière de Seine fut si grande à Paris, qu'elle rompist la maistresse arche du Grand Pont, vne partie du Petit Pont & encloyt toute la ville, qu'on n'y Pouuiot entrer sans basteau. En ce temps y eut discord entre les escoliers Picards & Anglois estudians à Paris ».
Vers 1328, la population parisienne est estimée par les historiens à environ 200 000 habitants, ce qui est considérable et en fait la cité la plus peuplée d'Europe, devant Venise (100 000 habitants env.), Londres ne comptant alors que 40 000 à 50 000 habitants et Moscou moins de 40 000. La ville abrite, en 1292, 2 000 orfèvres, soit un habitant sur cent ! À la même époque, Sienne, grand centre urbain médiéval, ne compte que 500 orfèvres en comparaison.
Mais en 1348, la Peste noire décime la population. Au XIVe siècle, l'enceinte de Charles V (1371-1380) englobe l'ensemble des actuels 3e et 4e arrondissements et s'étend du pont Royal à la porte Saint-Denis (emplacement de l'actuelle rue d'Aboukir).

### De la guerre de Cent Ans à la Renaissance

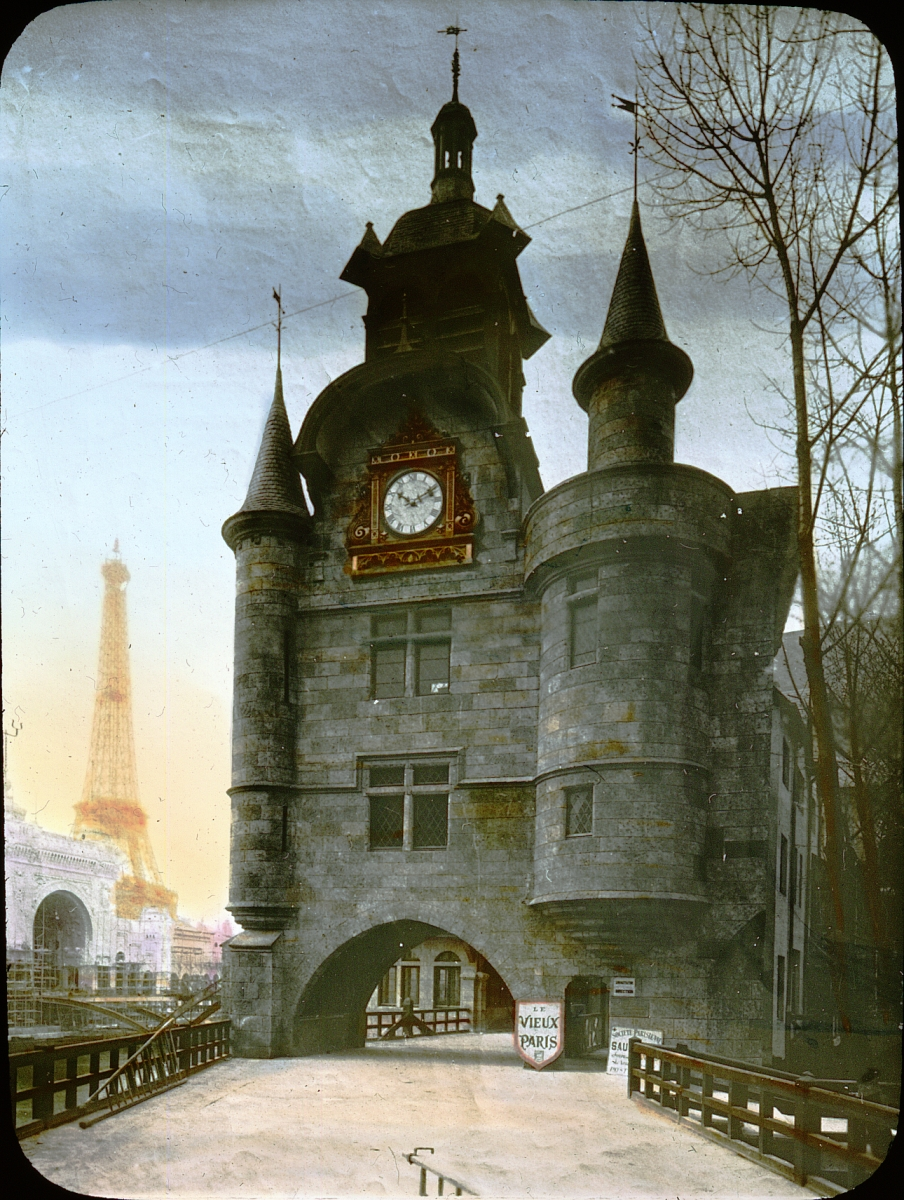
Représentation du « vieux Paris » devant la tour Eiffel à l'exposition universelle de 1900.

La guerre de Cent Ans, est une période de mutation où le modèle féodal ne permet plus de répondre au besoin de la société. La société plus commerçante et artisanale de la fin du Moyen Âge nécessite une modernisation de l'État, ce qui implique l'instauration d'une fiscalité à l'échelon du Royaume. Ceci ne peut se faire qu'avec l'approbation de la société et les rois depuis Philippe le Bel recourent aux états généraux. Évidemment les tentatives de mise en place de l'impôt soulève des réticences et apparaît un parti réformateur qui souhaite un parlement contrôlant les finances de l'état comme cela se fait déjà en Aragon, en Navarre ou en Angleterre. La capture du roi Jean le Bon à la bataille de Poitiers (1356) va donner l'occasion au parti réformateur mené par Étienne Marcel, Robert le Coq et Charles le Mauvais de faire valoir ses vues, instituant une monarchie contrôlée par la grande ordonnance de 1357. Mais le risque de voir Charles le Mauvais prendre le pouvoir au détriment des Valois conduit le dauphin Charles V à contrer cette évolution. Le prévôt des marchands Étienne Marcel tente de faire passer ses idées en forces via l'insurrection du 22 février 1358. Mais il va trop loin et l'assassinat des maréchaux entraîne le ralliement de la noblesse derrière le Dauphin qui assiège la ville. Ayant recours à des mercenaires anglais pour défendre la ville, Étienne Marcel et Charles de Navarre se discréditent et sont soupçonnés de vouloir livrer la ville à l'ennemi. Étienne Marcel est assassiné le 31 juillet 1358 et le dauphin fait une entrée triomphale le 2 août 1358.

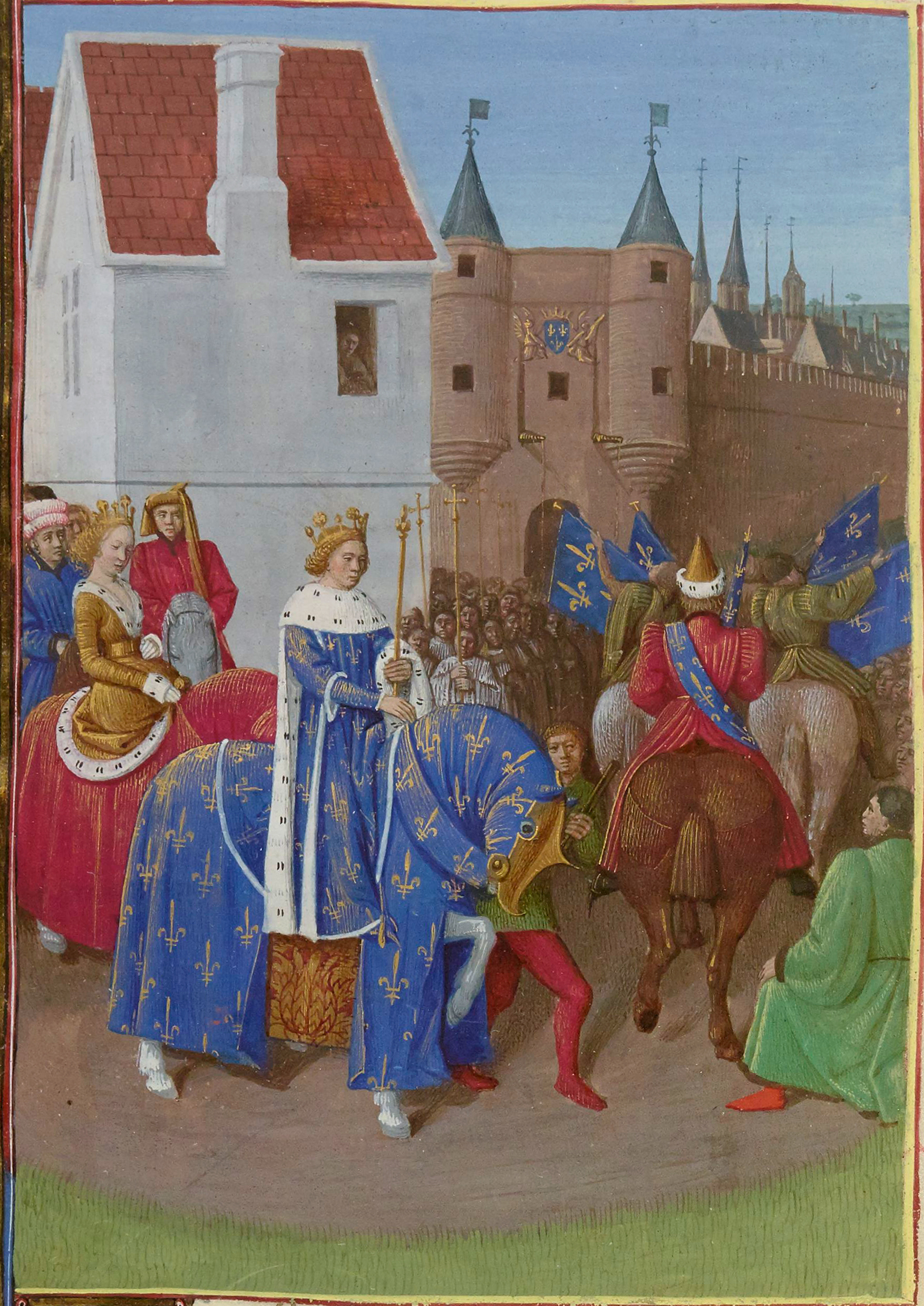
Jean Fouquet. Entrée de le Bon manuscrit des Grandes Chroniques de France, vers 1455-1460 (BNF) Après son sacre, Jean le Bon entre à Paris solennellement avec son épouse Jeanne d'Auvergne. Les Valois dont la couronne est contestée sont très vigilants quant à l'apparat.

Alors que les défenses étaient de longue date laissées à l'abandon, le risque d'un pillage par une chevauchée anglaise ou par les compagnies qui ravagent le pays conduit les Parisiens à mieux fortifier leur ville. En 1356, Étienne Marcel fait construire de nouveaux remparts autour des quartiers situés au nord de la Seine, mais cet imposant travail s'arrête avec sa mort en 1358. Charles V, fidèle à sa stratégie de la terre déserte, veut améliorer les fortifications de la ville et continue l'œuvre du prévôt. Sur la rive gauche, pour protéger Paris des Anglais, il fait couronner de créneaux l'enceinte dite de Philippe Auguste. Sur la rive droite, il fait construire un nouveau rempart, dit de Charles V, dont la construction s'achèvera en 1383. Les fortifications rive droite ont un tracé long de cinq kilomètres et un rempart de maçonnerie aurait été hors de prix et vulnérable à l'artillerie qui vient d'apparaître sur les champs de bataille, et remet en cause l'architecture militaire médiévale. Une solution ingénieuse est développée : le réseau de fortifications est constitué d'un ou deux fossés, puis d'un premier remblais de terre, puis d'un gros fossé de 12 m de large sur 4 de profondeur, rempli d'eau, et enfin d'un gros remblais de terre de 25 m de large, surmonté d'un petit mur. L'ensemble des fortifications fait 90 mètres de profondeur, ce qui est supérieur à la portée des machines de guerre et des bombardes de l'époque, et les remblais sont capables d'encaisser les tirs de l'artillerie. De la même manière les talus et le fossé inondé rendent ces fortifications très peu vulnérables aux sapeurs.

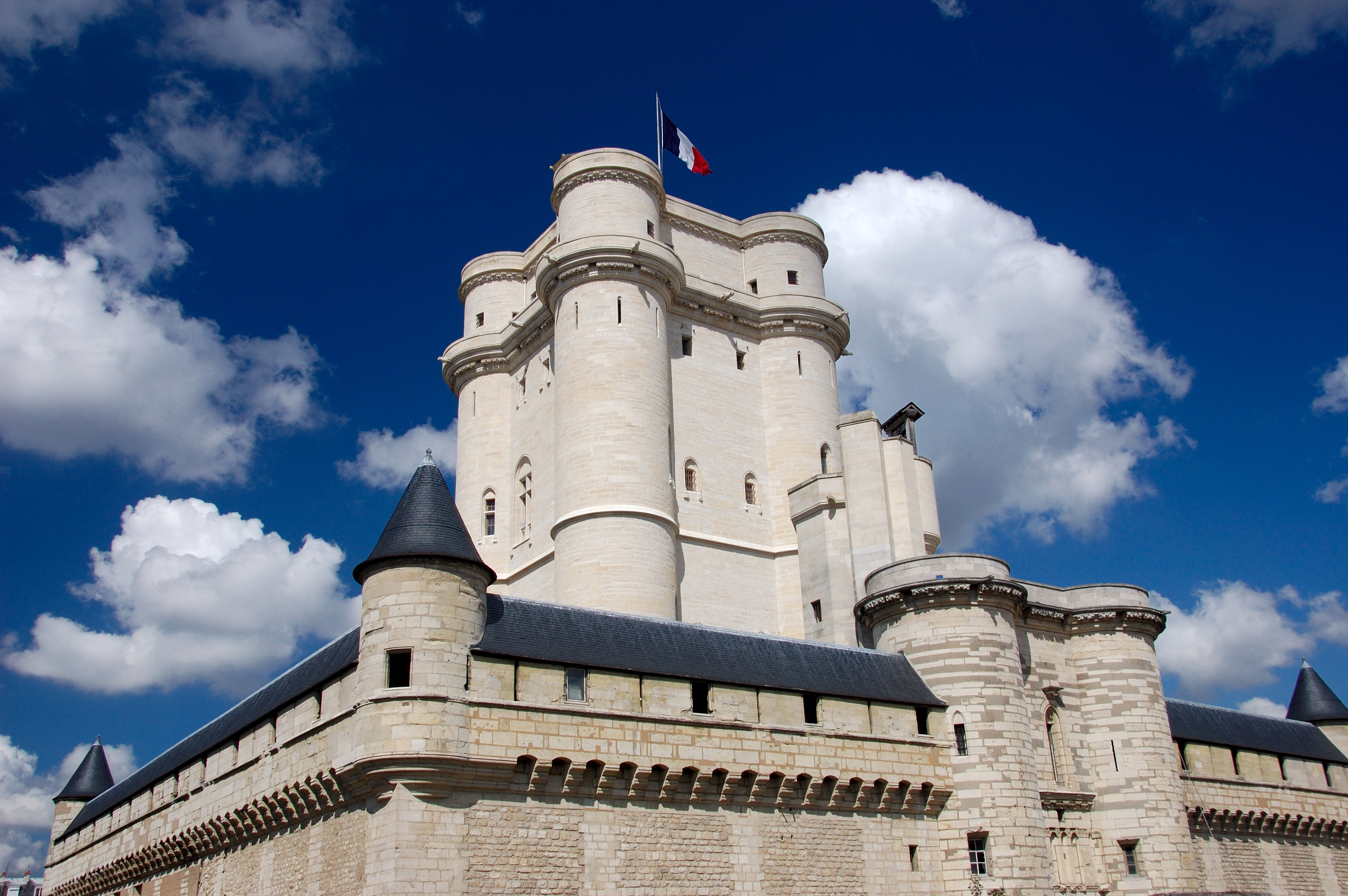
Le donjon, haut de 50 m, du château de Vincennes érigé du sur la commune de Vincennes.

Profondément marqué par les révoltes parisiennes de 1358, il fait ériger la Bastille sur ses fonds propres. Cette forteresse a deux fonctions : elle prévient toute invasion par la porte Saint-Antoine, protégeant aussi l'hôtel Saint-Pol, lieu de séjour préféré de la famille royale ; et, en cas d'insurrection dans la capitale, elle couvre la route qui mène au château de Vincennes qui lui sert de résidence hors de Paris et est sur la route du Dauphiné fief de Charles V en terre d'Empire. Le nouveau prévôt de Paris, Hugues Aubriot (auquel on doit également l'édification du Petit Châtelet, du Pont au Change et du pont Saint-Michel), est chargé d'en diriger la construction et, la pose de la première pierre intervient le 22 avril 1370. Les travaux, considérables, vont durer douze ans. Aubriot fera les frais de sa diligence à exécuter les ordres du roi. Accusé d'impiété pour avoir rendu des enfants juifs à leurs familles, il est emprisonné à la Bastille en 1381, alors que la construction n'est pas encore terminée. Quant à Charles V, il est mort l'année précédente sans avoir pu en contempler l'achèvement.
Il aménage tous ses logis de manière à pouvoir les quitter facilement en cas de menace. Ainsi l'Hôtel Saint-Pol jouxte les jardins du couvent des célestins avec lesquels il entretient d'excellents rapports, ce qui lui garanti une sortie de secours discrète. De la même manière, il fait aménager un pont-levis au Louvre, ce qui permet de fuir précipitamment le cas échéant.

Plan de Paris en 1380.

Les rois ne séjournent alors plus au centre de la cité, préférant les hôtels Saint-Pol, où se déroule, le 28 janvier 1393, le bal des ardents, au cours duquel se produit un accident causant la mort de plusieurs proches du roi Charles V, qui ordonne la destruction du bâtiment. Par la suite, ce sera l'hôtel des Tournelles, dont on peut plus facilement s'échapper en cas de troubles. L'ancien palais royal de la Cité est définitivement abandonné par la monarchie après la mort de Charles V et ce dernier est occupé par des organismes administratifs tels que le Parlement, la Chambre des comptes. Le 23 novembre 1407, l'assassinat de Louis d'Orléans rue Vieille-du-Temple provoque la guerre civile entre Armagnacs et Bourguignons.
En septembre 1411, la cité bascule dans le camp Bourguignon ; la guerre civile règne alors de 1412 à 1420. Lors de cette dernière, en 1413, la révolte des Cabochiens secoue la ville. La chasse est donnée aux Armagnacs sous le contrôle des Bourguignons et mené par la corporation des bouchers, les écorcheurs,.
Après un nouveau siège effectué par les troupes anglaises d'Henri V d'Angleterre, celles-ci entrent dans Paris, le 1er décembre, ruiné, dévasté et désolé par la disette.
La capitale restera quinze ans aux mains des Anglais ou de leurs alliés.
En 1429, Paris est de nouveau assiégée par les troupes françaises de Charles VII accompagné de Jeanne d'Arc, qui veulent reprendre la ville aux Anglais et à leurs alliés Bourguignons, mais c'est un échec.
Ayant échoué par la force, Charles VII, cherche à prendre la ville autrement. En 1430, il fomente un complot qui, découvert par les Anglais, échoue et fait périr six Parisiens sur l'échafaud.
En 1435, Paris subit un nouveau siège par les troupes françaises de Charles VII sous les ordres du maréchal Ambroise de Loré qui parviennent à entrer dans Paris.
Après dix-neuf ans d'occupation étrangère, Charles VII fait son entrée dans Paris, le 12 novembre 1437. Le roi fut frappé de l'aspect navrant de la ville. Résultant de l'occupation étrangère et de la guerre civile, beaucoup de maison vides tombaient en ruine. Il permit alors à tous les habitants de Paris qui étaient sortis de la ville à la suite des Anglais, d'y revenir à la condition de prêter serment au roi.
Charles VII et son fils Louis XI se méfient de Paris et ne séjournent qu'exceptionnellement dans la capitale, lui préférant le Val de Loire. La ville parvient lentement à sortir du marasme de la guerre et la population augmente de moitié entre 1422 et 1500, remontant de cent mille à cent cinquante mille âmes. Une modeste expansion économique reprend vers le milieu du XVe siècle à la suite de la reconquête de Pontoise en 1441 puis au rétablissement de la navigation sur la Seine et du commerce sur les routes du Nord, voies traditionnelles d'approvisionnement de la ville (et après la fin de la guerre de Cent Ans en 1453). Mais ce renouveau ne cache pas l'effondrement de la draperie parisienne et du commerce de luxe, victime de l'absence de la Cour. Paris devient une ville administrative et judiciaire et l’immigration provinciale reprend vers 1500.

## Renaissance

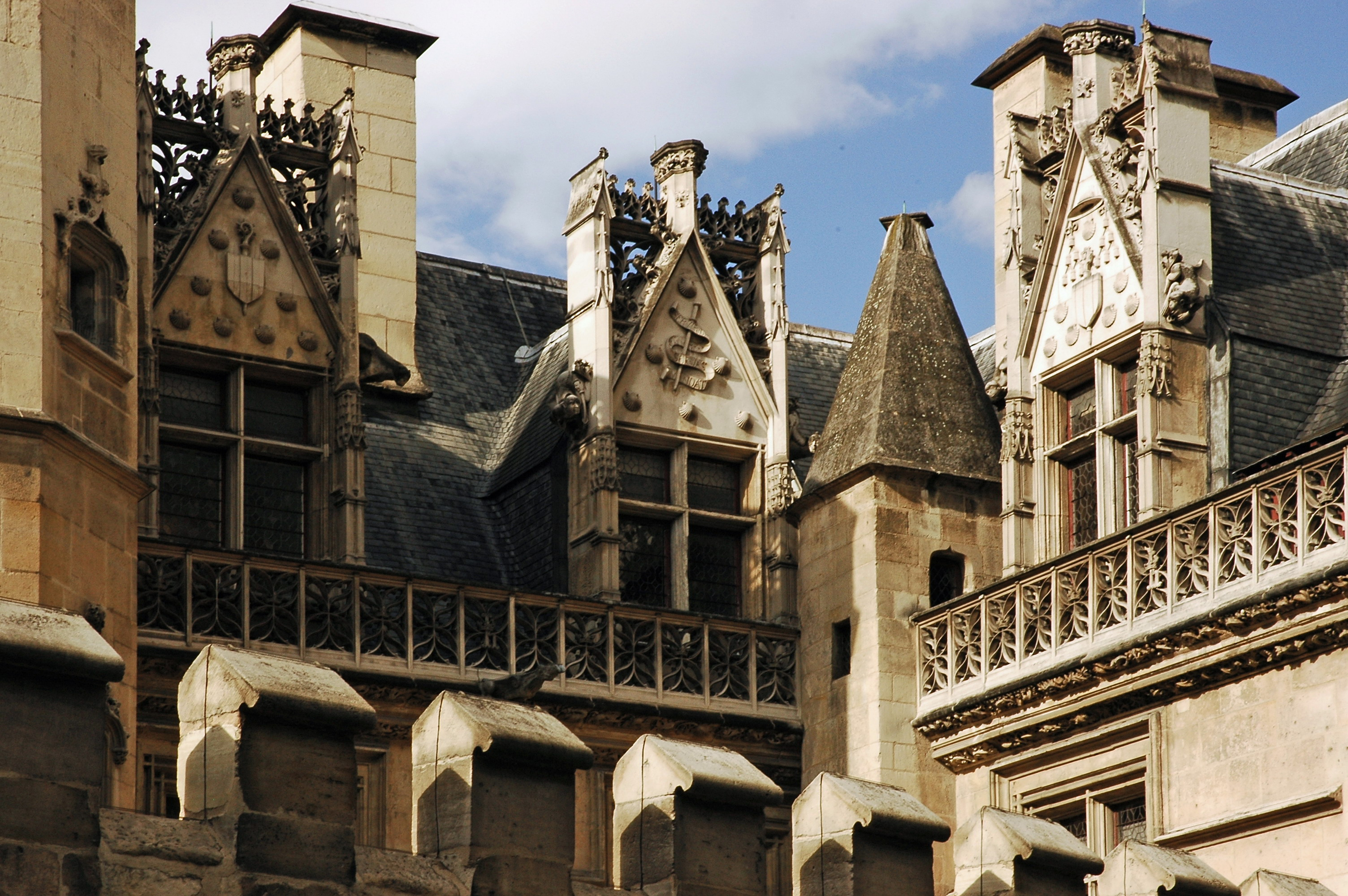
Hôtel de Cluny.

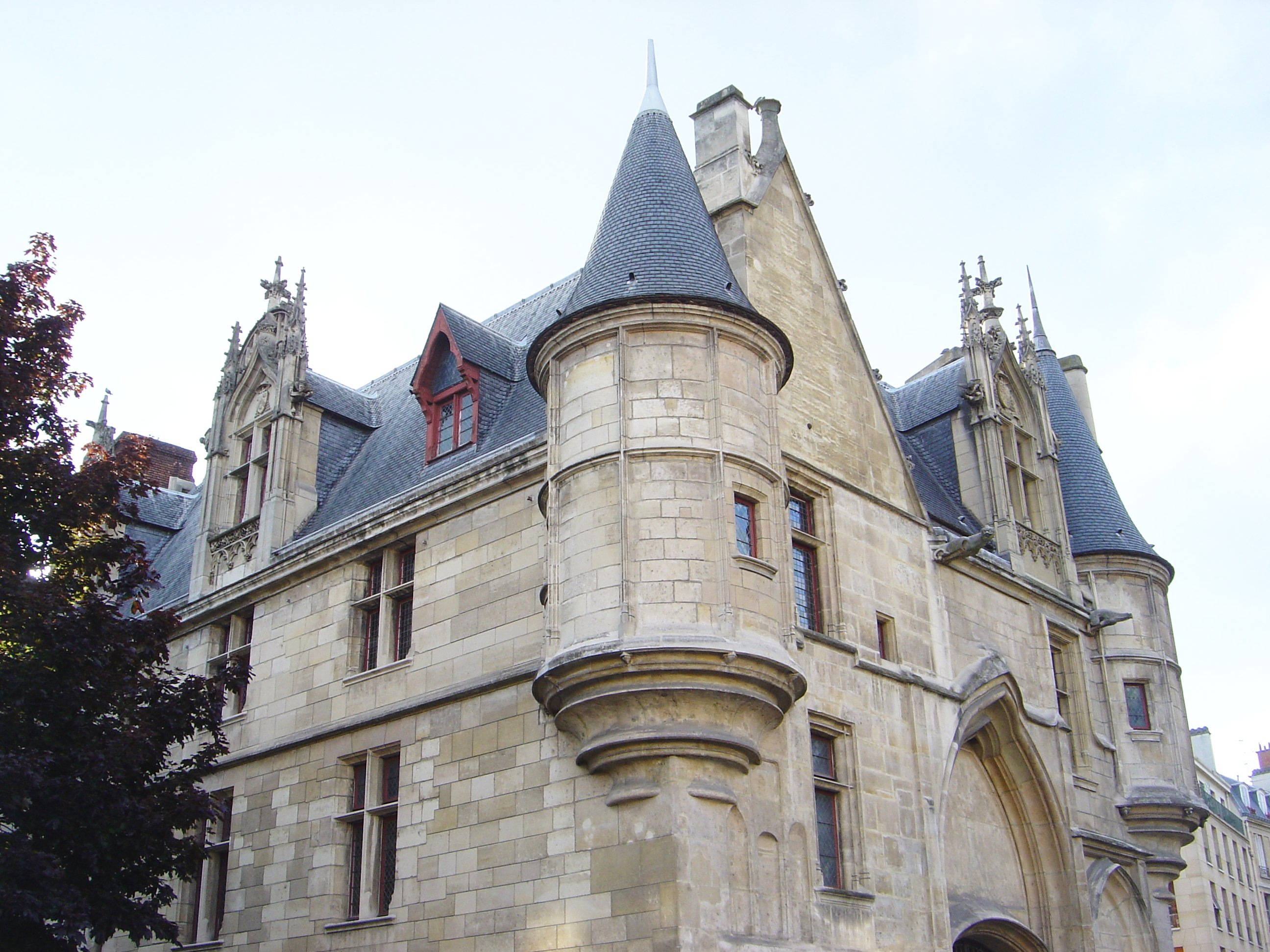
Hôtel de Sens.

La Renaissance italienne n'influence guère la structure de la ville, son développement restant lié aux résidences du roi et de la cour. Aussi le style gothique flamboyant reste-t-il longtemps le style parisien par excellence, tant pour l’architecture civile (hôtel de Cluny, hôtel de Sens) que pour l’architecture religieuse (église Saint-Séverin, église Saint-Étienne-du-Mont) où l'influence de celle-ci n'apparaît que discrètement dans les éléments décoratifs.
L’autorité royale ne s’était jusqu'alors manifestée que pour la construction d’enceintes, le pavage des rues ou l'édification de demeures royales. Progressivement, la monarchie s’inquiète de l'expansion désordonnée de la cité, s’intéresse à son aspect et édicte une première règlementation d’urbanisme. Sa première manifestation importante est l’ordonnance architecturale imposée en 1500 au nouveau pont Notre-Dame, bordé de maisons uniformes de brique et de pierre de style Louis XII.

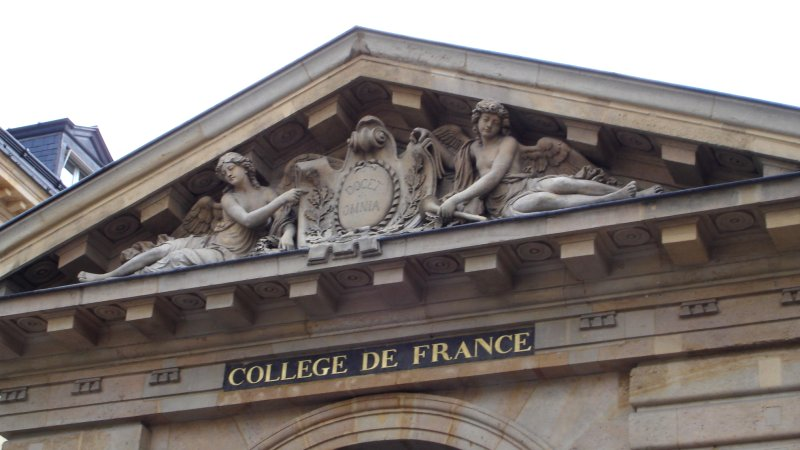
Fronton du Collège de France.

Quand François Ier accède au trône en 1515, il a vingt ans et la réputation d’être un humaniste. Il choisit comme emblème la salamandre. Son entrée dans Paris le 15 février 1515, donne le ton de son règne. Vêtu d’un costume en toile d’argent et incrusté de joyaux, il fait cabrer son cheval et jette des pièces de monnaie à la foule. Alors que ses deux prédécesseurs, Charles VIII et Louis XII, ont consacré beaucoup de temps à l’Italie, ils n’ont pas saisi le mouvement artistique et culturel qui s’y développait. Ils ont néanmoins planté le décor qui permet l’épanouissement ultérieur de la Renaissance en France. En 1528, François Ier fixe officiellement sa résidence à Paris. En 1530, à l’instigation de Guillaume Budé, il fonde le corps des « Lecteurs Royaux », qui sera abrité dans le « Collège Royal » (ou « Collège des trois langues », qui deviendra le « Collège de France »). La reconstruction du Louvre est alors décidée et mise en chantier en 1546 sous la direction de Pierre Lescot. Les portes des anciennes enceintes sont démolies, le premier quai de pierre de la ville édifié, les principales rues alignées et un hôtel de ville plus digne de la ville est construit. Le rayonnement intellectuel de la ville est considérable, à l'enseignement de l'université tourné vers la théologie et les arts libéraux s'ajoute un enseignement moderne tourné vers l'humanisme et les sciences exactes voulu par le roi, le Collège de France. Sous son règne, Paris atteint 280 000 habitants et constitue la plus grande ville d'Europe de l'Ouest, ce qui fait dire à l'empereur Charles Quint : « Lutetia non urbs, sed orbis » (Paris n'est pas une ville, c'est un Monde). Poursuivant la politique administrative de son père, Henri II réforme certaines institutions qui contribuent à faire de la France un État puissant au pouvoir centralisé. Henri II ordonne ainsi en 1557 qu'un type unique de poids et mesures soit désormais appliqué à l'ensemble de la banlieue de Paris, puis dans un second temps à tout le ressort du parlement de Paris, avec dépôt d'un étalon à l'Hôtel de ville. Le 30 juin 1559, à Paris près de l'actuelle place des Vosges, célébrant le mariage de sa fille Élisabeth avec Philippe II d'Espagne, il combat contre Gabriel de Montgomery, capitaine de sa Garde écossaise, qui le blesse d'un coup de lance dans l'œil. Malgré les soins des médecins et chirurgiens royaux dont Ambroise Paré et de Vésale, envoyé de Bruxelles, il meurt dans d'atroces souffrances le 10 juillet.

## Guerres de religion

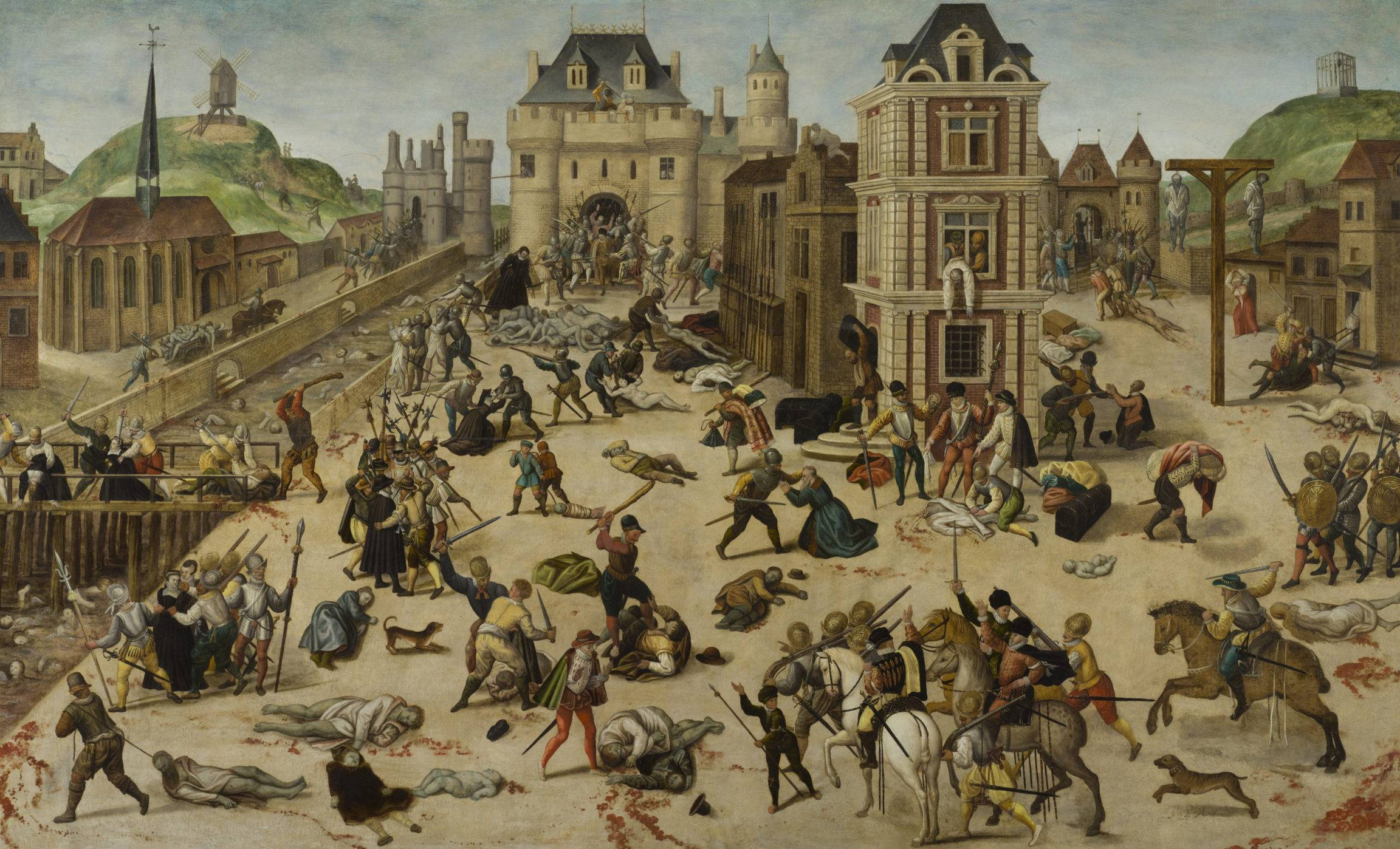
Le Massacre de la Saint-Barthélemy, d'après François Dubois, en haut à gauche, on peut voir - en noir - Catherine de Médicis se pencher sur des cadavres nus et au centre du tableau côté droit, le duc de Guise, contemplant le corps de Coligny.

Dans la seconde moitié du XVIe siècle, Paris est le théâtre des guerres de religion. Menacés à plusieurs reprises par l'armée de Condé en 1562 et 1567, les habitants se montrent farouchement hostiles aux protestants et à la politique de tolérance menée par la reine Catherine de Médicis. Le 24 août 1572, jour de la Saint-Barthélemy, plusieurs milliers de protestants sont massacrés par une foule fanatique.
Malgré la guerre civile, la ville continue de s'accroître. À partir du règne d'Henri III, elle devient la résidence des rois de France. La cour s'y installe et de nombreux hôtels de luxe sont édifiés. Deux quartiers connaissent un développement urbain important qui se poursuivra intensément pendant les règnes de Henri IV et Louis XIII : le faubourg de Saint-Germain-des-Prés et la partie est du Marais, encore très largement occupés par des jardins et des pâtures. De cette époque est resté tout un quartier d'hôtels particuliers parmi lesquels se trouvent l'hôtel d'Angoulême et le palais abbatial du cardinal de Bourbon. Toutefois, les plus prestigieux de ces hôtels ont disparu (comme l'hôtel de la reine, l'hôtel de Nevers, l'hôtel Saint-Paul et l’hôtel du financier italien Da Diaceto qui servait de cadre de fête aux mondanités de la cour).

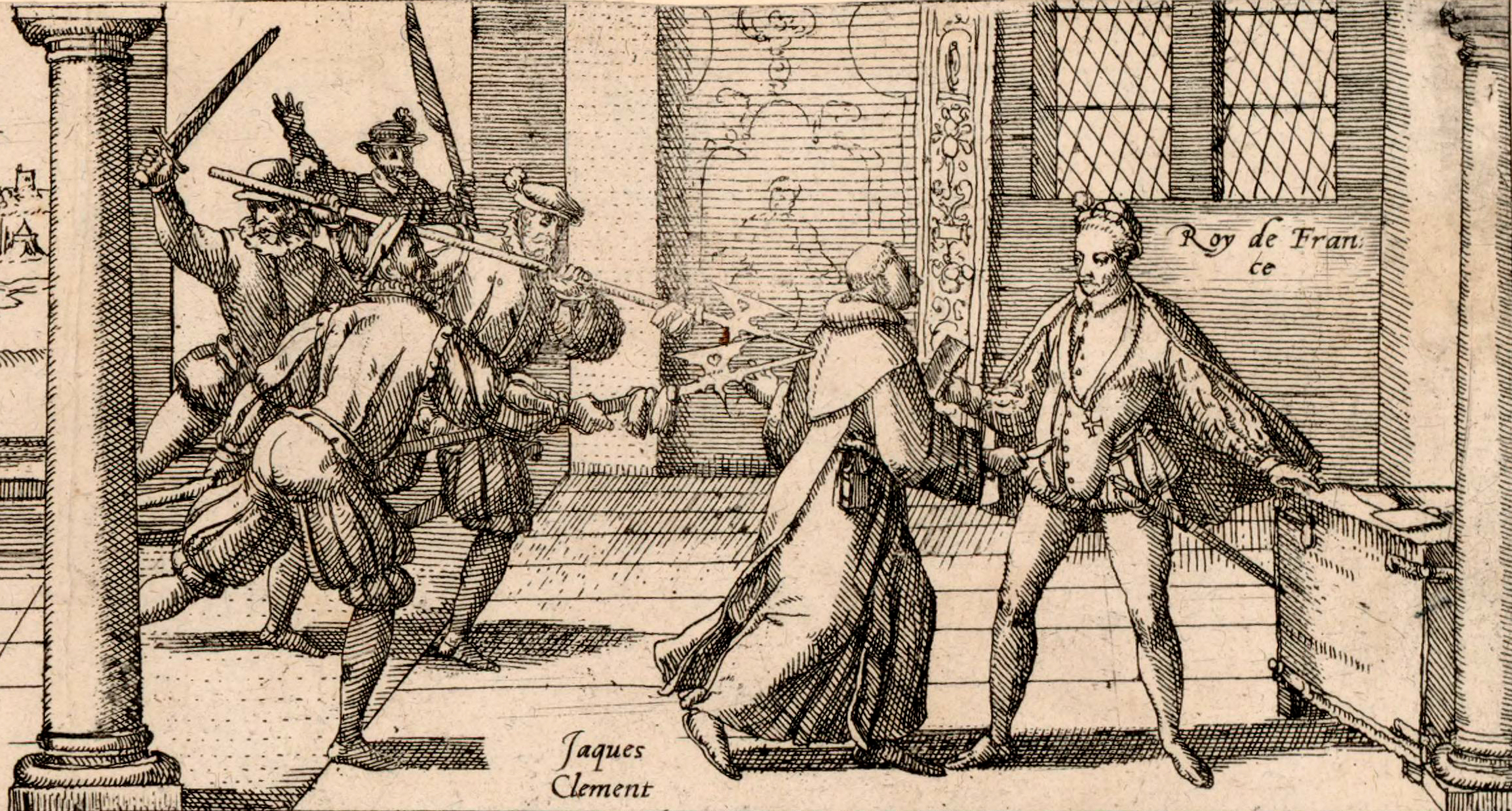
Jacques Clément, ligueur fanatique, assassine le roi Henri III (roi de France) d'un coup de couteau.

 Comme la ligue catholique est particulièrement puissante dans la capitale et se dresse contre le roi Henri III durant la journée des barricades, en 1588, ce dernier s'enfuit. Le 23 décembre 1588 au soir, Henri III fait assassiner le duc de Guise. À Blois, il fait arrêter les ligueurs et les membres de la famille des Guise. L'assassinat du duc de Guise provoque le soulèvement immédiat de la France ligueuse. À Paris, la Sorbonne délie de son serment de fidélité le peuple de France, alors que les prêcheurs appellent au meurtre.
Toutes les villes et les provinces suivent la capitale, à l’exception de Tours, Blois et Beaugency, proches du roi, et Bordeaux (tenue par Matignon), Angers (d’Aumont) et le Dauphiné (d’Ornano). Isolé, traqué par le duc de Mayenne près d’Amboise, Henri III se voit contraint de se réconcilier avec le roi de Navarre. Les troupes royales et les troupes protestantes s'unissent alors pour combattre la Ligue. Les royalistes se rallient peu à peu, et permettent aux rois de France et de Navarre de faire campagne pour aller assiéger Paris. Les deux rois ont réuni une armée de plus de 30 000 hommes qui s'apprête à assiéger la capitale. Paris est alors défendue par 45 000 hommes de la milice bourgeoise, armée par le roi d'Espagne Philippe II d'Espagne.

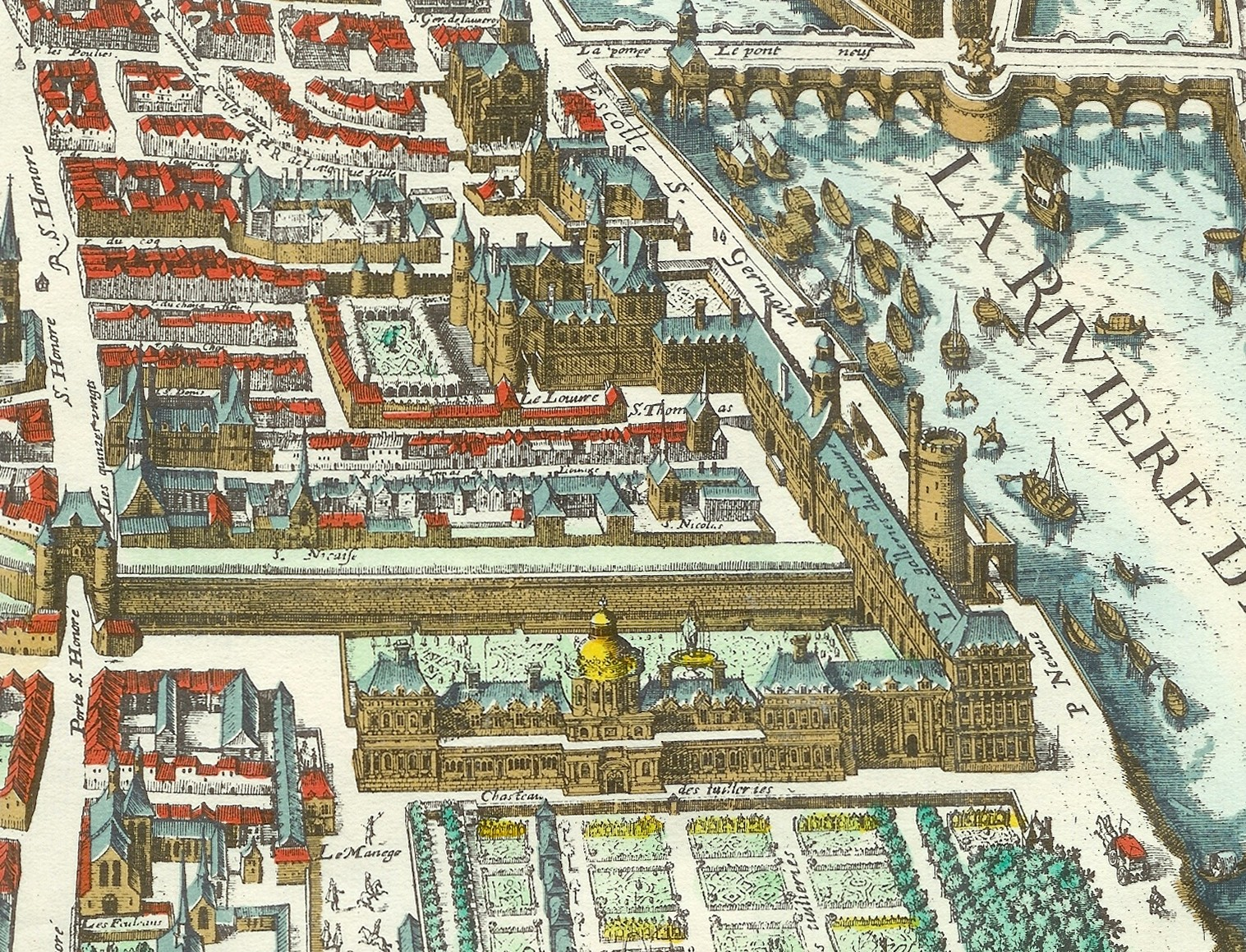
Le Louvre et les Tuileries en 1615. Carte de Mérian.

Le 1er août 1589, Henri III, alors installé à Saint-Cloud dans l'attente du siège de Paris, est assassiné par Jacques Clément, moine dominicain ligueur. Au moment d'être poignardé, il s'exclame plein de rage : « Méchant moine, tu m'as tué ! ». Après une lente et douloureuse agonie, il meurt au matin du 2 août 1589. Son cousin Henri de Navarre lui succède sous le nom d'Henri IV.

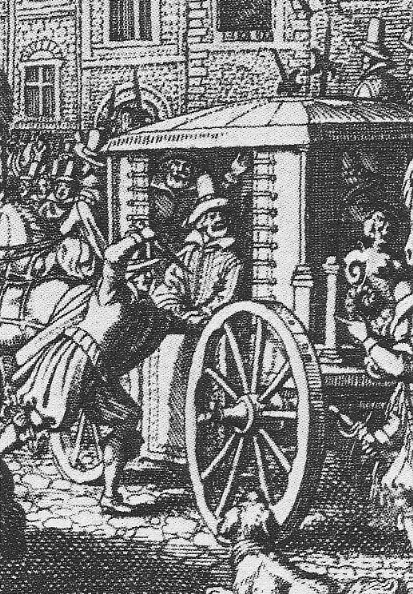
L'assassinat d'Henri IV.

Le siège se poursuit, mais la ville pourtant ruinée et affamée refuse l'entrée à son roi légitime. Lorsque Henri IV abjure le protestantisme en se convertissant à la basilique Saint-Denis, les portes lui sont finalement ouvertes en 1594 et le roi entre sans combat dans la ville. Arrivé à la tête d'un pays ruiné, Henri IV, aidé de son ministre Sully, relève la ville avec une rapidité surprenante, multipliant les chantiers afin de réduire la misère et la pauvreté, d'embellir la ville et de servir sa gloire. Le Pont Neuf, dont les travaux avaient été engagés par Henri III, est achevé, offrant pour la première fois accès au paysage fluvial. En reprenant en main les affaires politiques, le nouveau souverain donne du même coup un nouvel élan au chantier du Louvre, dans sa volonté de relance économique par de grands travaux édilitaires. Cette volonté d'agrandir le Louvre, qui prend le nom de Grand Dessein s'accompagne d'ailleurs d'un assainissement du quartier environnant. Les premiers règlements d'urbanisme sont élaborés par son ministre Sully en concertation avec le prévôt des marchands, François Miron. Le 14 mai 1610, le roi est assassiné. Ravaillac caché dans la rue de la Ferronnerie à Paris (dans l'actuel Quartier des Halles) guette le passage du carrosse royal, le roi ayant décidé de se rendre à l'Arsenal pour visiter son ministre Sully souffrant. À quatre heures de l'après-midi, celui-ci arrive. À la suite d'un encombrement, le convoi reste bloqué. Ravaillac profite de l'occasion, se jette sur le roi et lui porte deux coups de couteau à la poitrine.

## LeXVIIesiècle

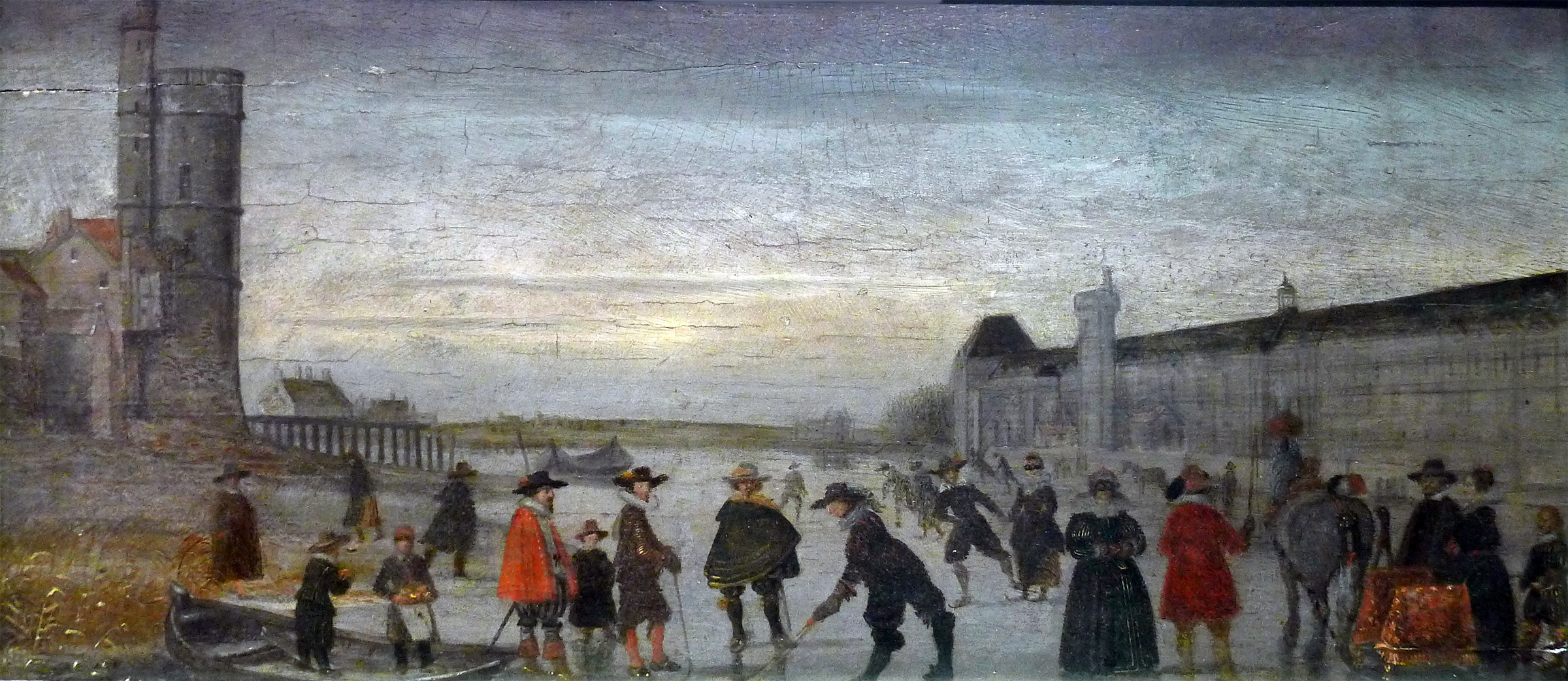
En janvier 1608, la Seine gèle (tableau Patineurs sur la Seine en 1608, École française, musée Carnavalet).

Vue de Paris en 1618 par Claes Jansz Visscher.

Sous le règne de son successeur, Louis XIII, le mouvement amorcé se poursuit sur l'initiative de promoteurs privés. De vastes terrains libres sont acquis, des rues tracées et les parcelles viabilisées. Christophe Marie, qui laisse son nom au pont Marie, réunit deux îlots pour en faire l'île Saint-Louis dotée d'un ensemble architectural édifié par Louis Le Vau. Richelieu fait détruire de 1633 à 1636 l'enceinte de Charles V sur la rive droite et la remplace par une enceinte bastionnée dite des Fossés Jaunes pour englober l'équivalent des quatre premiers arrondissements actuels. L'hiver de l'année 1637 fut très rigoureux, et la glace occasionna, le 10 janvier, de graves dégâts et le fracassements de bateaux et des marchandises qui étaient alors sur la Seine. Le mouvement de la Contre-Réforme, signe du renouveau catholique, suscite partout l'édification de nouveaux couvents. Soixante sont construits à Paris entre 1600 et 1639, en particulier dans le Marais, le faubourg Saint-Honoré et le faubourg Saint-Jacques.
Dans ce dernier en 1645, Anne d'Autriche fait édifier le Val-de-Grâce sur de vastes terrains libres afin de célébrer la naissance tant attendue du Dauphin. Les fondations hospitalières et charitables se multiplient sur l'initiative de saint Vincent de Paul, sans réellement réussir à réduire la misère ou l'analphabétisme. En 1622, Paris accède enfin au rang d'archevêché.
En 1648, la journée des barricades marque le début de la Fronde qui provoque une importante crise économique et une nouvelle défiance du roi vis-à-vis de sa capitale. Louis XIV ayant relativement assuré la sécurité du royaume grâce aux places fortes de Vauban, il fait détruire les remparts en 1670 afin d'aménager sur leur emplacement une promenade plantée, le nouveau cours, ancêtre des Grands boulevards. Les anciennes portes fortifiées sont remplacées par des arcs de triomphe à la gloire du roi, les portes Saint-Denis et Saint-Martin.
La ville qui atteint les 400 000 habitants ne doit son accroissement démographique durant tout le règne de Louis XIV qu'à l'immigration provinciale, la mortalité l'emportant sur les naissances. La ville est à cette époque misérable et marquée par une forte insécurité, la légendaire cour des miracles est progressivement vidée de ses faux infirmes et mendiants à partir de 1656 par Gabriel Nicolas de La Reynie, qui est nommé, en 1667, lieutenant-général de police, devenant le premier titulaire de cette fonction d'ordre public, mais aussi sanitaire, hygiénique, commercial, etc. Le roi choisit Versailles comme résidence en 1677, avant d'y déplacer le siège du gouvernement en 1682. Le roi accroît ses droits en supprimant par un édit de février 1674 les seize justices particulières de Paris réunies au présidial de la prévôté au Châtelet.
Colbert prend en main la politique parisienne et fait la navette entre Paris et Versailles. Il implante l'observatoire, l'hôpital de la Salpêtrière puis l'hôtel des Invalides sur la rive gauche, la seule à disposer des terrains nécessaires. Le faubourg Saint-Germain s'étend jusqu'aux Invalides, le Louvre et les Tuileries sont embellis et la place Vendôme aménagée. Durant tout son règne, le Roi Soleil ne se déplace néanmoins que vingt-quatre fois à Paris, essentiellement à l'occasion de cérémonies officielles, marquant ainsi son hostilité à la cité. Celle-ci est durement ressentie par les Parisiens.

## LeXVIIIesiècle

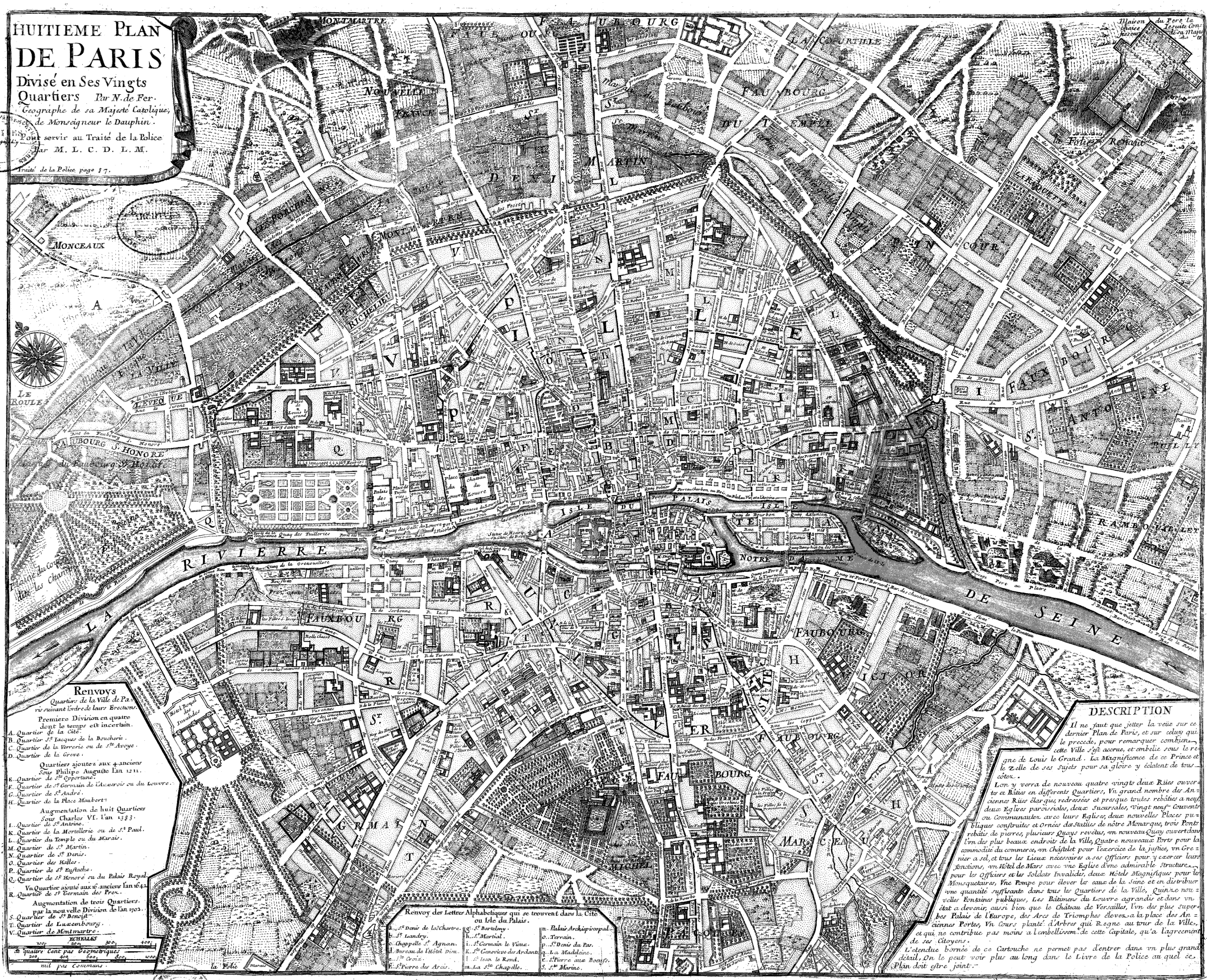
Plan de Paris en 1705 avec les premiers boulevards et les restes de l'enceinte de Louis XIII.

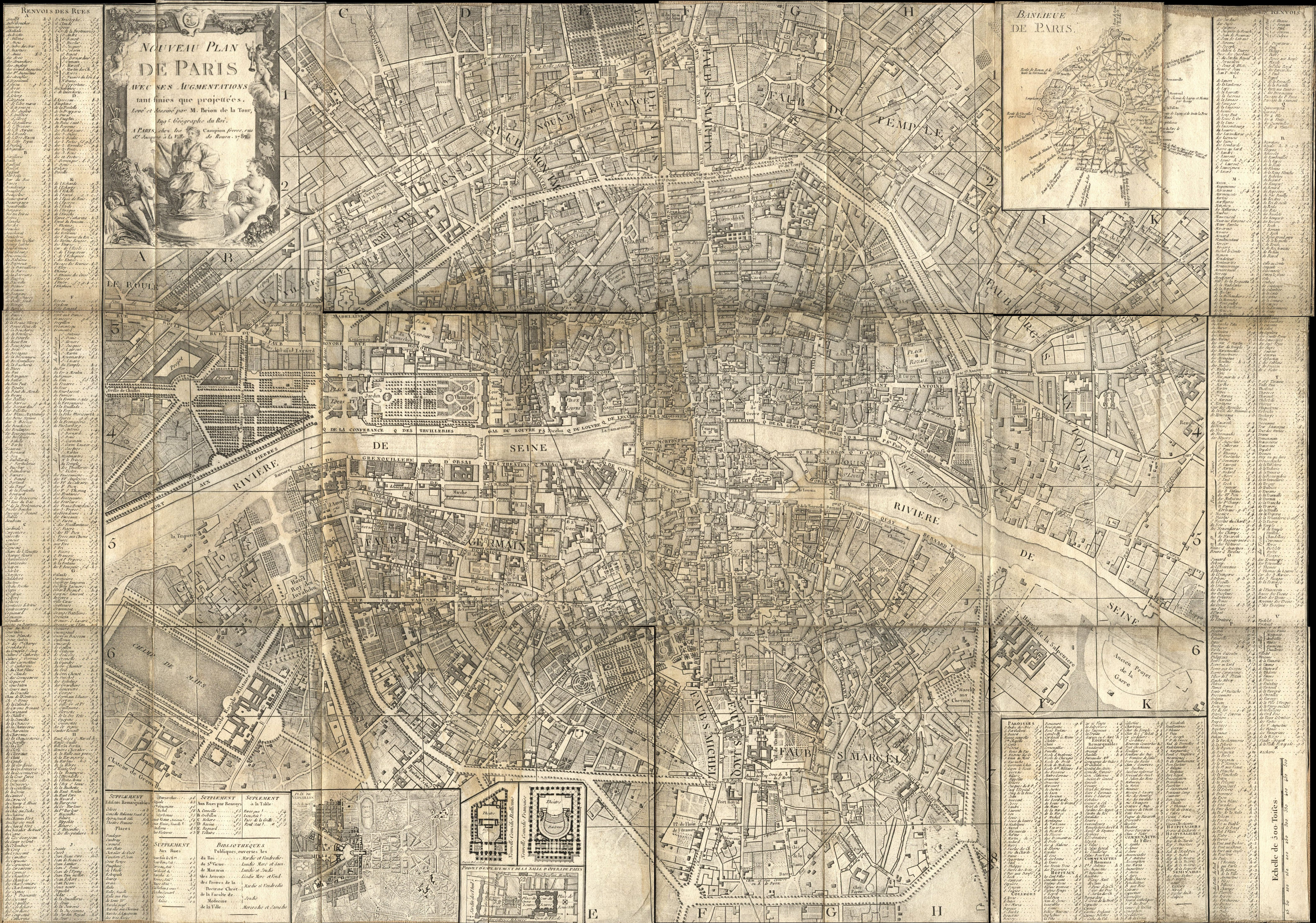
Plan de Paris en 1787 par Brion de la Tour.

Au XVIIIe siècle, Versailles ne dépossède pas Paris de son rayonnement intellectuel ; au contraire même, elle en fait une puissante frondeuse ouverte aux idées des Lumières. C'est le siècle du règne des philosophes et des encyclopédistes et la période des salons littéraires, le plus célèbre étant celui de madame Geoffrin. Le XVIIIe siècle est aussi celui d'une forte expansion économique qui provoque une importante croissance démographique, la ville atteint 650 000 habitants à la veille de la Révolution française.
En 1715, le régent Philippe d'Orléans quitte Versailles pour le Palais-Royal ; le jeune roi Louis XV est installé au palais des Tuileries ce qui marque le retour de la royauté dans Paris mais ce retour n'est qu'éphémère : dès 1722, Louis XV choisit de se réinstaller au château de Versailles rompant la fragile réconciliation avec le peuple parisien. La forte reprise économique fait la popularité de la Régence même si celle-ci est rapidement éclaboussée par le scandale de la banqueroute du financier écossais John Law en 1720.
La ville construite s'étend alors à peu près sur la superficie couverte aujourd'hui par les six premiers arrondissements, le jardin du Luxembourg marquant la frontière occidentale de la ville. Louis XV s'intéresse personnellement à la ville à partir de 1748 ; la place Louis XV, devenue plus tard place de la Concorde, est aménagée de 1763 à 1772. Puis c'est l'église Sainte-Geneviève qui est édifiée (l'actuel Panthéon), le théâtre de l'Odéon, l'école militaire et l'esplanade du Champ-de-Mars. Évolution importante, tous ces édifices font partie de vastes réaménagements urbains qui transforment la physionomie des quartiers qui les entourent. Le cimetière des Innocents, qui accueillait dans le quartier des Halles les dépouilles des morts non identifiés par la morgue du grand Châtelet, est fermé en 1780. Un nouveau cours est aménagé vers 1760 sur la rive gauche, le boulevard du Midi, symétrique des grands boulevards, cependant assez éloigné des quartiers urbanisés. En 1785, l'enceinte des Fermiers généraux entoure approximativement les onze premiers arrondissements actuels et n'a pas de vocation militaire : elle n'est édifiée que pour imposer le transit des marchandises via les barrières d'octroi, ce qui fait dire aux Parisiens avec ironie « Le mur murant Paris rend Paris murmurant ». Parallèlement s'amorce l'industrialisation de la capitale, avec, par exemple, le projet emblématique de pompe à feu des frères Perier (Jacques-Constantin et Auguste-Charles). Construite au bas de la colline de Chaillot et fonctionnant au charbon, elle amène l'eau de la Seine captée au débouché du grand égout dans des bassins de décantation située à l'emplacement de l'actuelle place des États-Unis et la distribue par des canalisations dans les quartiers du nord-ouest de la capitale. En 1788, la Compagnie des Eaux de Paris est créée. Ces installations insuffisantes ne suppriment pas la pompe de la Samaritaine ni les porteurs d'eau qui ne disparaîtront qu'à la fin du XIXe siècle lors de l'extension du réseau de distribution à l'ensemble de la ville.
En mai 1775, la guerre des farines provoquée par la libéralisation du commerce des grains promulguée par Turgot s'étend à Paris: les boulangeries sont pillées, et les séditieux devant Versailles.

## La Révolution française

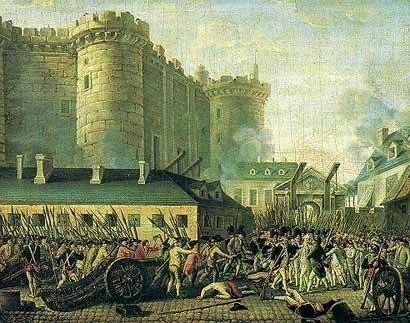
La Prise de la Bastille le 14 juillet 1789.

C'est à Versailles que débute la Révolution française par la convocation des États généraux puis le serment du Jeu de paume. Mais la volonté réformiste et pacifique est rapidement mise à mal par les Parisiens, atteints par la crise économique (prix du pain), sensibilisés aux problèmes politiques par la philosophie des Lumières mais également par une rancœur à l'égard du pouvoir royal qui a abandonné la ville depuis plus d'un siècle. C'est à Paris, à l'endroit où la rue Saint-Antoine rejoint l'actuelle place de la Bastille que se déroule la prise de la Bastille le 14 juillet 1789, symbole de l'absolutisme et du despotisme, avec le soulèvement des ébénistes du faubourg Saint-Antoine. Le 15 juillet 1789, l'astronome Bailly reçoit à l'hôtel de ville la charge de premier maire de Paris. Les 5 octobre, l’émeute se déclenche sur les marchés parisiens, menée par les femmes. Le 5 au soir, la foule parisienne atteint Versailles et arrache au roi la sanction des décrets (juges élus, égalité fiscale, suppression des impôts indirects). Le 6 au matin, le château est envahi et le roi doit accepter de venir résider à Paris au palais des Tuileries et d’y appeler l’Assemblée constituante qui s’installe le 19 octobre dans le Manège des Tuileries. Les constitutionnels sont les plus nombreux, les patriotes radicaux étant encore très minoritaires. « Le boulanger, la boulangère et le petit mitron » ramenés de Versailles deviennent de fait des prisonniers de la Révolution et n'y retourneront plus jamais.
Le département de Paris comprend alors trois districts : Paris, le Franciade et Bourg-de-l'Égalité.
Le 14 juillet 1790 se déroule la fête de la Fédération sur le Champ-de-Mars mais le même lieu est le théâtre de la fusillade du Champ-de-Mars le 17 juillet 1791. Bailly rapidement mis en cause est finalement guillotiné pour avoir fait tirer sur le peuple. Le couvent des Cordeliers et le couvent des Jacobins, occupés après la mise en vente des biens nationaux à partir de mai 1790, constituent de hauts lieux du Paris révolutionnaire ; ils marquent la toute-puissance des clubs parisiens sur le cours de la Révolution. Bousculant le pouvoir monarchique puis même constitutionnel, ils mettent en place une dictature, fermement décidés à mettre en place l'ordre nouveau : Liberté, Égalité, Fraternité.
De 1791 à 1793, les trois districts (Paris, Franciade et Bourg-de-l'Égalité) du département de Paris, fournirent 48 bataillons de volontaires nationaux et 4 compagnies :
- Le 1er bataillon de volontaires de Paris combattit à Quiévrain, Jemappes, Neerwinden, Wattignies, Kaiserslautern, Valenciennes, Maubeuge, Wissembourg, Pellingen et Mayence.
- le 2e bataillon de volontaires de Paris combattit à Quiévrain, Valmy, Jemappes, Maastricht, Aldenhoven, Neerwinden, Valenciennes, Hondschoote, Menin, Wattignies, Pont-James et La Châtaigneraie.
- le 3e bataillon de volontaires de Paris combattit à Valmy, Jemappes, Aldenhoven et est fait prisonnier au Quesnoy.
- le 4e bataillon de volontaires de Paris combattit à la Montagne Verte, Lebach et Wissembourg.

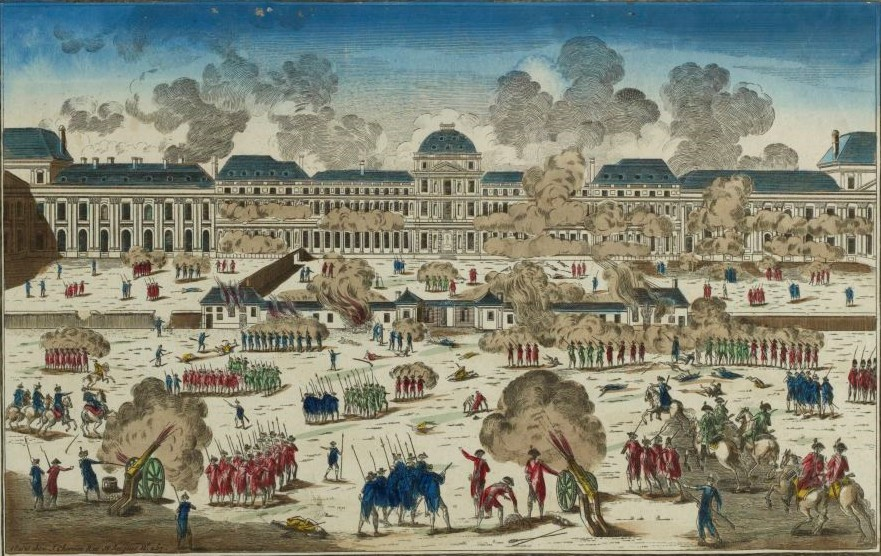
Siège des Tuileries le 10 août 1792, (musée de la Révolution française).

Dans la nuit du 9 août, une nouvelle Commune révolutionnaire prend possession de l'Hôtel de Ville de Paris, siège du gouvernement. Lors de la journée du 10 août 1792, la foule assiège le Palais des Tuileries avec le soutien du nouveau gouvernement municipal. Le roi Louis XVI et la famille royale demandent le soutien de l'Assemblée législative mais est finalement incarcérée à la tour du Temple. Cette journée révolutionnaire organisée et menée par la Commune insurrectionnelle de Paris et par les sections parisiennes consomme la chute de la monarchie constitutionnelle et la fin effective de la monarchie française (qui sera restaurée en 1814). Du 2 au 7 septembre 1792 se déroulent un des épisodes les plus sombres de la Révolution, les massacres de Septembre. Lors des élections de 1792 qui se déroulent dans un contexte tendu, la Commune de Paris joue un rôle de radicalisation ; la Convention nationale est alors élue mais le groupe des Girondins apportant l'opinion plus modérée de la bourgeoisie des provinces est rapidement déconsidéré et écarté du pouvoir en juin 1793 par Robespierre.

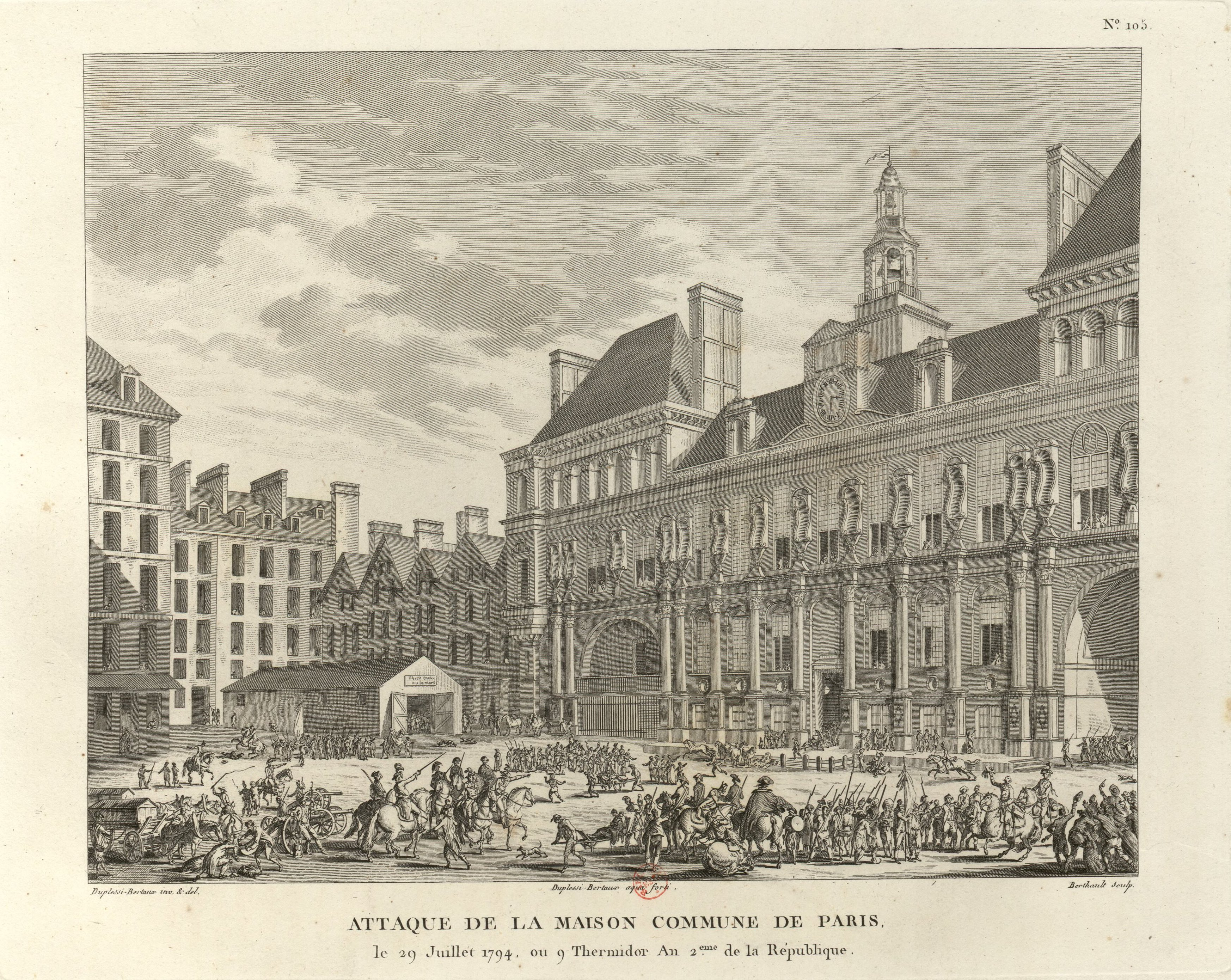
L'hôtel de ville, le 9 Thermidor an II.

Les Parisiens vivent alors deux années de rationnement et de règne de la Terreur sous la poigne du comité de salut public. Les policiers de Paris, sous l'autorité de la mairie, s'emploient à incarcérer tout ce que la ville compte encore de nobles, de riches bourgeois, de prêtres et d'intellectuels en général. C'est pourquoi le maire de Paris est aujourd'hui encore le seul de France à être privé de tout pouvoir de police,. Le 21 janvier 1793, Louis XVI est guillotiné sur la place Louis XV, rebaptisée « place de la Révolution » ; il est suivi sur l'échafaud en seulement quelques semaines par 1 119 personnes, dont Marie-Antoinette, Charlotte Corday, la comtesse du Barry, Danton, Lavoisier et finalement Robespierre et ses partisans après le 9 Thermidor an II (27 juillet 1794).
Peu de monuments sont édifiés sous la Révolution, qui voit cependant l'accélération de l'industrialisation de la capitale, placée au centre de l'effort de guerre, mais aussi monétariste (avec les ateliers de La Monnaie de Paris); seul le champ de Mars témoigne des célébrations nationales. En revanche, de nombreux couvents et églises sont rasés ou plutôt reconvertis: le couvent des Bénédictines du Bon-Secours, rue de Charonne, est ainsi transformé en filature à coton par Richard et Lenoir en 1802. Ils laissent place à des lotissements édifiés sans plan d'ensemble, ce qui aboutit à une réduction des espaces verts de la ville et à une densification du centre. Sous le Directoire, des immeubles de rapport, de style néo-classique, sont élevés.

## L'Empire
En 1799, le pouvoir politique n'appartient plus aux Parisiens mais à un jeune général corse, Napoléon Bonaparte. Le 18 mai 1804, à l’unanimité, le sénat vote l’instauration du gouvernement impérial, le 2 décembre, Napoléon Ier est sacré empereur par le pape Pie VII à la cathédrale Notre-Dame. Il décide d'établir à Paris la capitale de son Empire. Il en fait la capitale de l'Europe, devant Rome, deuxième ville de l'Empire, et Amsterdam, troisième. En 1801, Paris a récupéré les pertes subies sous la Révolution et compte 546 856 habitants ; cette progression est néanmoins surtout le fait de l'immigration provinciale, la natalité restant faible. Depuis le milieu du XVIIIe siècle, la ville est distancée par Londres en pleine expansion économique et démographique qui atteint 1 096 784 habitants. Néanmoins, Paris reste une des plus grandes villes d'Europe, Moscou et Amsterdam comptent chacune environ 200 000 habitants et Rome environ 150 000.
La ville est associée aux fastes impériaux et l'empereur s'intéresse de près à la ville et à ses problèmes. Il veut de grands monuments à sa gloire de style romain, l'arc de triomphe, l'arc de Triomphe du Carrousel, le pont d'Iéna, la Madeleine, la Bourse et de nombreuses fontaines sont édifiées afin d'apporter l'eau aux Parisiens. La voirie est entièrement réorganisée, la numérotation des maisons, qui s'impose à partir des années 1780, est organisée par un décret de 1805 ; des quais, des égouts, des cimetières sont édifiés.
L'approvisionnement en eau est amélioré par la création du canal de l'Ourcq et l'adduction d'eau, un réseau de marchés est mis en place ainsi que des abattoirs et la halle aux vins. Mais Napoléon n'a pas le temps de créer de grandes percées ; seule celle est-ouest de la rue de Rivoli est réalisée avec ses immeubles dessinés par les architectes Percier et Fontaine.

## La Restauration et la monarchie de Juillet

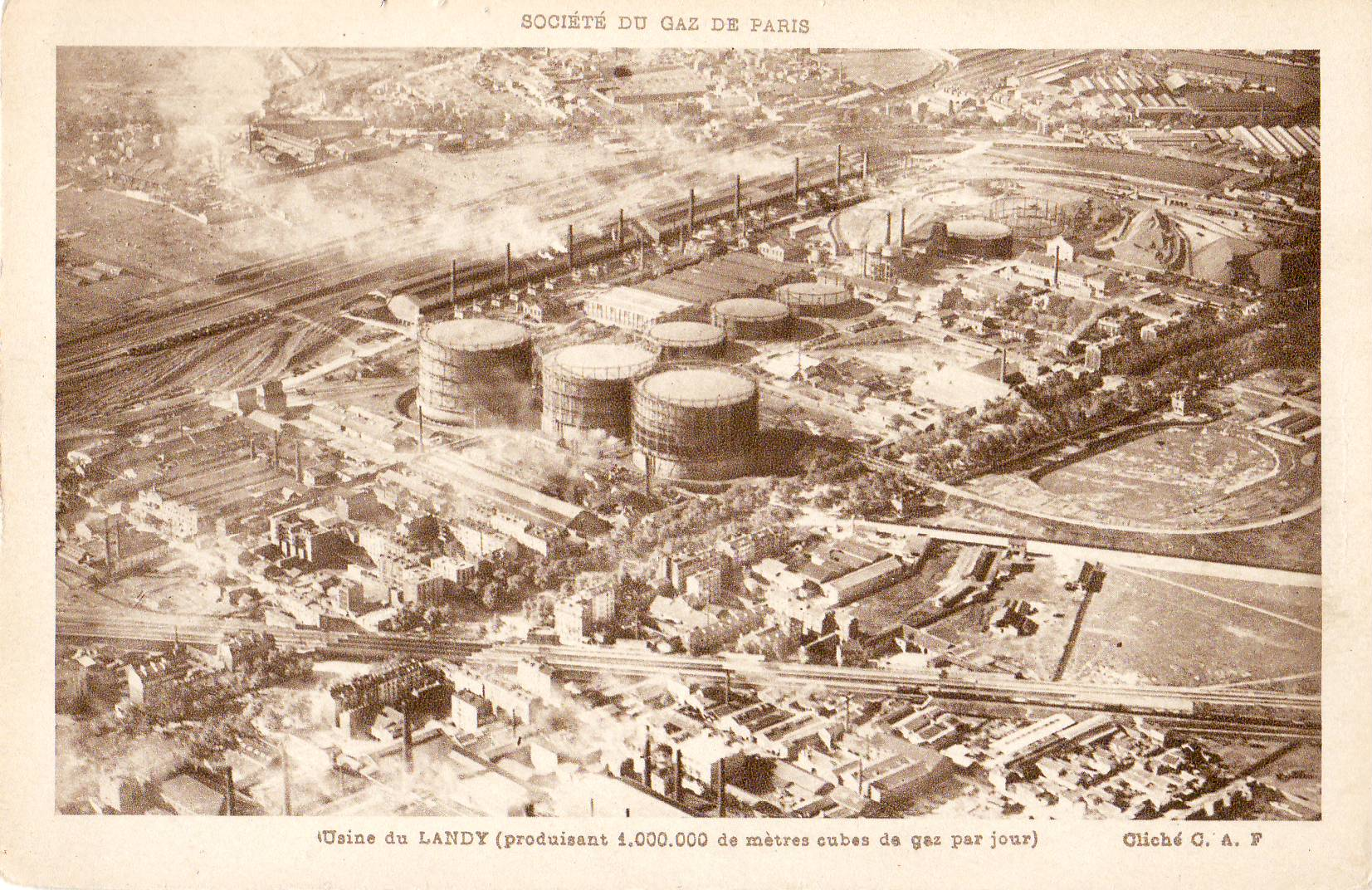
L'ancienne usine à gaz du Landy, à la Plaine Saint-Denis : c'était la plus grosse usine alimentant en gaz Paris, énergie nécessaire notamment pour l'éclairage installé lors de la monarchie de Juillet.

La chute de l'Empire en 1814 puis en 1815 après les Cent-Jours amènent à Paris les armées anglaises et cosaques qui campent sur les Champs-Élysées qu'ils saccagent. Louis XVIII de retour d'exil rentre dans Paris et s'installe aux Tuileries.
Louis XVIII et Charles X ne se préoccupent pas de l'urbanisme parisien mais la construction privée connaît une flambée importante avec le développement du système bancaire. De nouveaux quartiers résidentiels sont tracés, le quartier de l'Europe, le quartier Saint-Georges (dite « Nouvelle Athènes »), avec des immeubles de style antique. L'industrialisation triomphe avec l'essor de la chimie moderne, la production de soude artificielle et d'acide chlorhydrique en constituant le fer de lance. L'établissement de nombreuses manufactures s'effectue sous le contrôle timide du Conseil d'Hygiène publique et de Salubrité, dans lequel siège de nombreux représentants de la Société d'encouragement pour l'industrie nationale. L'abandon de la théorie des miasmes n'aide guère à limiter la pollution industrielle naissante.
Ainsi, la manufacture de tabac du Gros-Caillou, sur le quai d'Orsay, est l'une des usines les plus importantes et plus polluantes de Paris, aux côtés d'autres manufactures importantes, telle celle des Ternes, gérée par Chaptal, chimiste et ministre de l'Intérieur de Napoléon ; à Grenelle, celle de Payen, membre du Comité d'hygiène, qui commença à fabriquer du bitume; celle de Derosne, à Chaillot, qui fabriquait sucre de betterave et noir animal, un produit dont la fabrication était aussi polluante que celle du bleu de Prusse(en 1870, son usine, déplacée quai de Grenelle, était la plus importante de Paris), etc. Les établissements d'épuration du charbon de terre (houille), servant à fabriquer du coke, se multiplient: une quinzaine d'entre eux s'implantent dans Paris entre 1816 et 1830, principalement autour de la Bastille. La consommation de charbon de terre passe dans Paris intra-muros de 437 000 à 939 000 hectolitres par an entre 1818 et 1827. Au milieu des années 1820, Paris produit annuellement près de 3 000 tonnes d'acide sulfurique, tandis qu'une dizaine d'ateliers rive droite produisent 400 tonnes d'acide nitrique, utilisés par exemple dans l'affinage des métaux, la conservation de la viande, la constitution de gélatine (Darcet collabore ainsi avec la triperie de l'île des Cygnes pour aider Jacquemart à fabriquer de la colle ; ceci permit d'éliminer les déchets d'os autour de la capitale dès le début des années 1820), le traitement du cuir, le traitement des eaux usées, etc.
Sous la monarchie de Juillet, la bourgeoisie d'argent triomphe mais elle s'oppose à la bourgeoisie traditionnelle et au prolétariat ouvrier en forte expansion qui s'entasse misérablement dans les quartiers centraux. Ces derniers atteignent plus de cent-mille habitants au kilomètre carré et constituent d'importants foyers d'épidémie ; le choléra en 1832 fait 32 000 victimes. En 1837, Paris entre dans l'ère du chemin de fer avec l'ouverture de la gare Saint-Lazare. Elle est rapidement suivie par cinq autres « embarcadères ». Parallèlement, le préfet de la Seine Rambuteau remplace l'éclairage à l'huile par l'éclairage au gaz, qui utilise le gaz de houille, sous-produit de la fabrication de coke. Durant son mandat (1833-1848), le nombre de becs de gaz passe ainsi de moins d'une centaine à plus de 8 000. L'architecte Du Bois dessine l'usine à gaz de rue de la Tour (XVIe) vers 1822 et le gazomètre de la rue Richer (IXe). Les différents établissements privés sont rachetés par l'État et rassemblés en 1850 dans la Compagnie parisienne du gaz.
À la suite de l'épidémie de choléra, les égouts de Paris sont aussi améliorés, sous son impulsion et celle du préfet de police Gabriel Delessert (1836-1848). Cette modernisation se fait de façon progressive, et est prolongée par les travaux de l'ingénieur Belgrand sous Haussmann. La société de l'époque est abondamment décrite par Balzac, Victor Hugo ou Eugène Sue.
En 1848, 80 % des morts vont à la fosse commune et les deux tiers des Parisiens sont trop pauvres pour payer l'impôt. Ces quartiers centraux constituent par ailleurs d'importants foyers de révoltes populaires ; les barricades font tomber Charles X lors des Trois Glorieuses, puis Louis-Philippe en 1848.
Durant cette période, la ville accélère son rythme de croissance pour atteindre le mur des Fermiers Généraux, tandis que dans les faubourgs on construit (entre 1840 et 1845) la dernière enceinte de Paris, dite enceinte de Thiers, sur l'emplacement actuel du boulevard périphérique. Mais au cœur de la ville, seule la timide percée de la rue Rambuteau est mise en œuvre.

## Le Second Empire

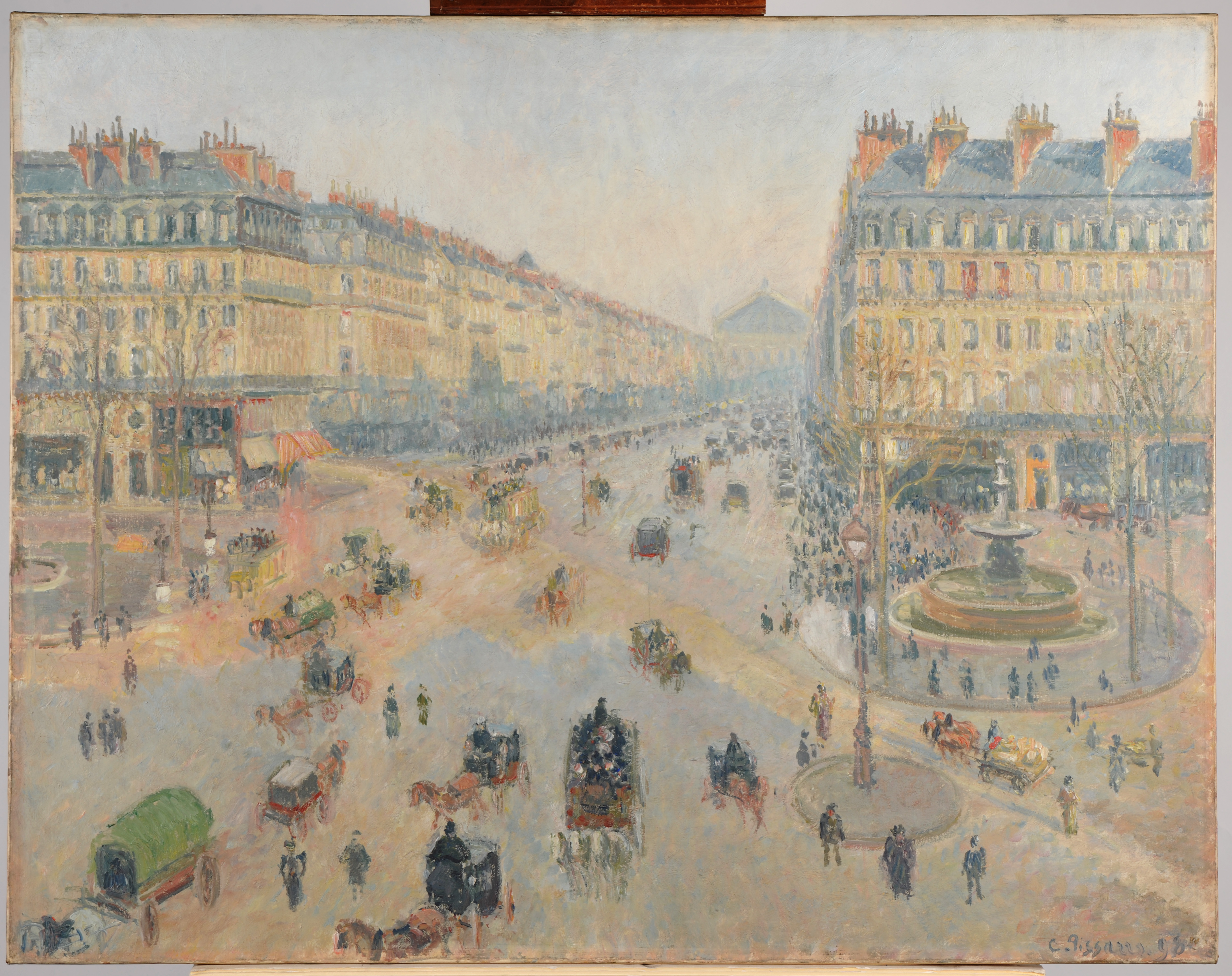
L'avenue de l'Opéra vue par Pissarro depuis l'actuel hôtel du Louvre (MBA Reims).

Avec l'avènement du Second Empire, Paris se transforme radicalement ; d'une ville à la structure médiévale et aux constructions anciennes et insalubres, quasiment dépourvue de grands axes de circulation, elle devient en moins de vingt ans une ville moderne. Napoléon III a des idées précises sur l'urbanisme, le logement, l'aménagement urbain, mûries par de longues années d'exil à Londres. S'entourant d'hommes d'action tels Georges Eugène Haussmann, nommé préfet de la Seine en 1853, Eugène Belgrand, ingénieur hydraulicien, et Adolphe Alphand, architecte paysagiste, il engage dans Paris de gigantesques travaux de modernisation dont la rapidité est surprenante. Cette transformation est permise par la richesse des classes dirigeantes et les puissances économiques en pleine expansion. En 1864, Payen écrit ainsi :
« En effet, tandis que dans un intervalle de quatorze années, de 1848 à 1862, la population de Paris, en y comprenant celle du territoire annexé, ne s’était guère accrue que de moitié, la consommation du gaz se trouvait quintuplée. En présence d’une semblable progression, il est temps d’aviser, car on peut prévoir que, dans un avenir peu éloigné il n’y aurait pas un seul arrondissement de Paris absolument à l’abri des émanations de ces usines. »
Il développe le réseau des égouts, fait disparaître de nombreux quartiers insalubres et donne à Paris de larges avenues palliant les importants problèmes de circulation ainsi que de somptueux monuments tels que l'opéra Garnier, le Louvre dans son aspect actuel et le palais des Tuileries (aujourd'hui disparu) et enfin de nombreux parcs et jardins. Haussmann coupe dans le vieux Paris et fait disparaître de nombreux quartiers insalubres, l'île de la Cité est quasiment vidée de ses habitants et laisse la place à de vastes bâtiments administratifs, l'Hôtel-Dieu et la préfecture de police, deux grands boulevards nord-sud et est-ouest sont tracés, les boulevards de Sébastopol et Saint-Michel et la rue de Rivoli qui est achevée, et dessinent la trame urbaine du nouveau Paris. Le marché alimentaire des Halles de Paris est rénové avec la construction des Pavillons de Victor Baltard et le percement de la rue des Halles.
Un nouveau style architectural apparaît avec les nouveaux immeubles en pierre de taille au décor sculpté qui seront qualifiés plus tard d'« haussmanniens » dont l'avenue de l'Opéra est une des plus caractéristiques. Sur les terrains libérés par l'expropriation, les prix montent en flèche et la population ouvrière est chassée des nouveaux quartiers en construction. Prudemment, une importante caserne est établie place de la République car ces travaux, outre la modernisation de la ville et l'hygiénisme en vogue, font surtout disparaître les ruelles tortueuses et populaires, traditionnels foyers révolutionnaires et lieux de barricades.
Belgrand capte la Dhuis et la Vanne. Le réseau d'égouts passe de 150 à 500 kilomètres. Alphand crée de vastes parcs sur des terrains libérés, avec le parc Monceau, les Buttes-Chaumont, le parc Montsouris et, à la périphérie de la ville, les bois de Boulogne et de Vincennes sont aménagés. Le Paris d'aujourd'hui est donc avant tout celui de Napoléon III et d'Haussmann.
Le 16 juin 1859, une loi fait annexer à Paris plusieurs communes voisines, étendant ainsi les limites de la commune jusqu'à la ligne de fortifications qui entoure la ville et ses faubourgs. Sont ainsi rattachées à Paris les communes de Belleville, Grenelle, Vaugirard et La Villette dans leur totalité, d'Auteuil, des Batignolles-Monceau, de Bercy, La Chapelle-Saint-Denis, Charonne, Montmartre et Passy en majeure partie (les parties de ces communes situées à l'extérieur des fortifications étant rattachées aux communes voisines), ainsi que des quartiers d'Aubervilliers, Bagnolet, Gentilly, Issy, Ivry, Montrouge, Neuilly, Pantin, Le Pré-Saint-Gervais, Saint-Mandé, Saint-Ouen et Vanves. Cette loi constitue une étape importante dans les grands travaux dirigés par Haussmann. La capitale française passe ainsi de douze à vingt arrondissements et de 3 288 à 7 088 hectares. Cette évolution est la dernière d'importance et fige pour longtemps les limites administratives de la ville. La croissance urbaine continue de la fin du XIXe siècle et du XXe siècle ne s'accompagne en effet plus par une expansion des frontières communales, ce qui est à l'origine de la « banlieue ».
Dans le contexte social agité de la fin du Second Empire, une grève mobilise plus de 4 000 ouvriers de la raffinerie.

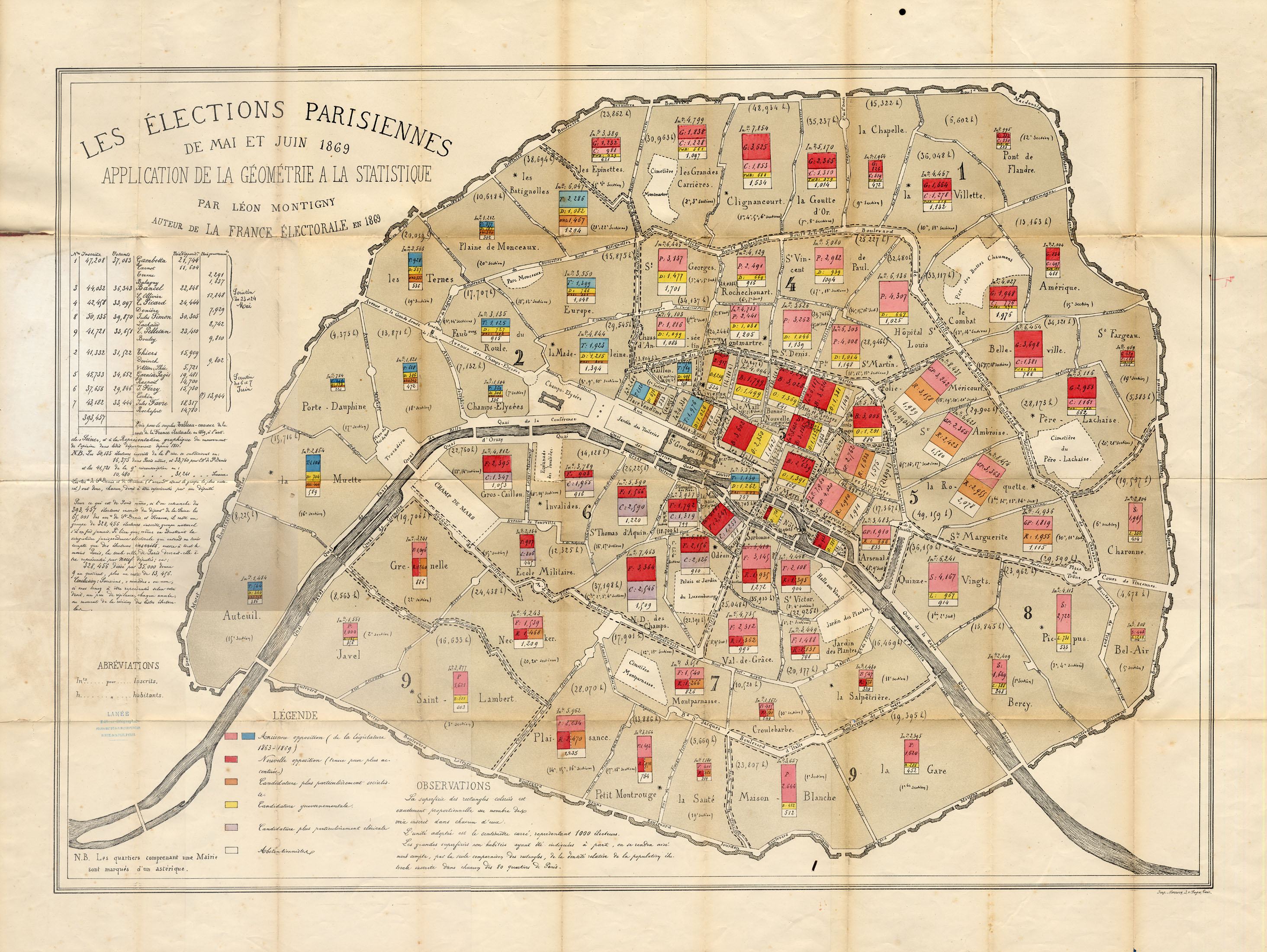
Les Élections parisiennes de mai et juin 1869, application de la géométrie à la statistique, par Léon Montigny.

## Le siège puis la Commune de Paris
Lors de la Guerre franco-prussienne de 1870, Paris est assiégée pendant plusieurs mois mais n'est pas prise par les armées prussiennes. À la suite du soulèvement du 31 octobre 1870, des élections municipales sont organisées le 5 novembre 1870.
Refusant l'armistice signé le 26 janvier 1871 et à la suite des législatives de février qui portent au pouvoir des royalistes désireux de mettre fin à la guerre, les Parisiens s'insurgent le 18 mars 1871 : c'est le début de la Commune de Paris. Les élections municipales du 26 mars 1871 portent au Conseil de la Commune une majorité de membres délégués par le Comité central de la Garde nationale, la minorité modérée élue (Clemenceau, Ranc, etc.) démissionnant rapidement.
Adolphe Thiers, chef du gouvernement installé provisoirement à Versailles, l'écrase militairement entre les 22 et 28 mai lors de la Semaine sanglante qui reste à ce jour la dernière guerre civile qu'ait connu Paris,. Les élections municipales du 30 juillet 1871 voient le retour à l'ordre, bien que les républicains, dont le futur président du Conseil Georges Clemenceau, soient largement majoritaires au sein de ce nouveau conseil municipal.
Pendant la commune de Paris, la plus grande partie des archives de la ville a été détruite durant les incendies de mai 1871, notamment les registres paroissiaux et d'état civil antérieurs à 1860.

## De 1871 à 1895
Le traitement des eaux usées par les voiries de la périphérie de Paris qui les transforment en engrais est insuffisant et en 1875, chaque jour, 500 000 m3 d'eaux usées sont directement déchargées dans la Seine.

## De la Belle Époque à la Première Guerre mondiale

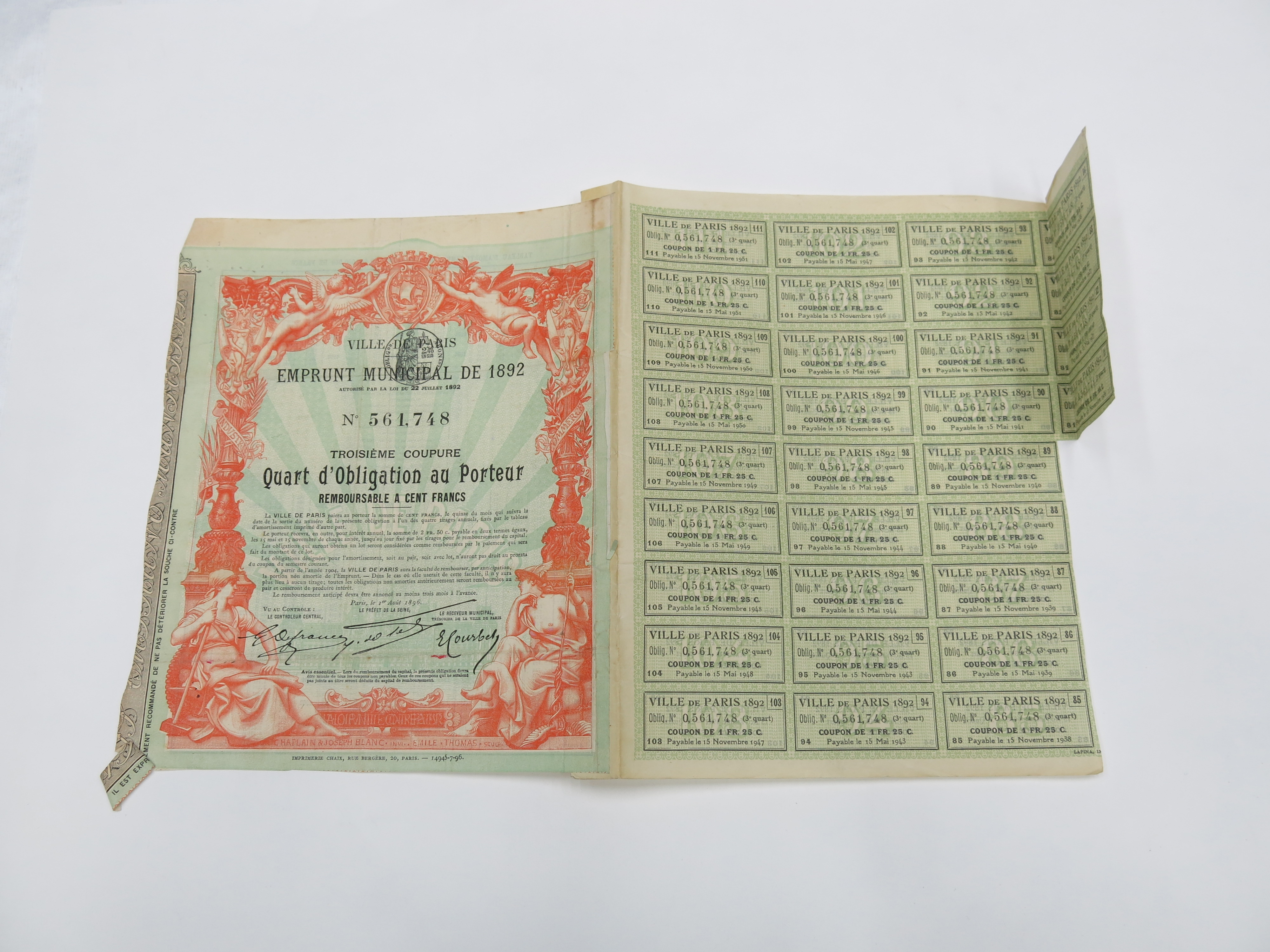
Emprunt municipal de Paris, 1892, musée du mémorial de guerre d'Auckland.

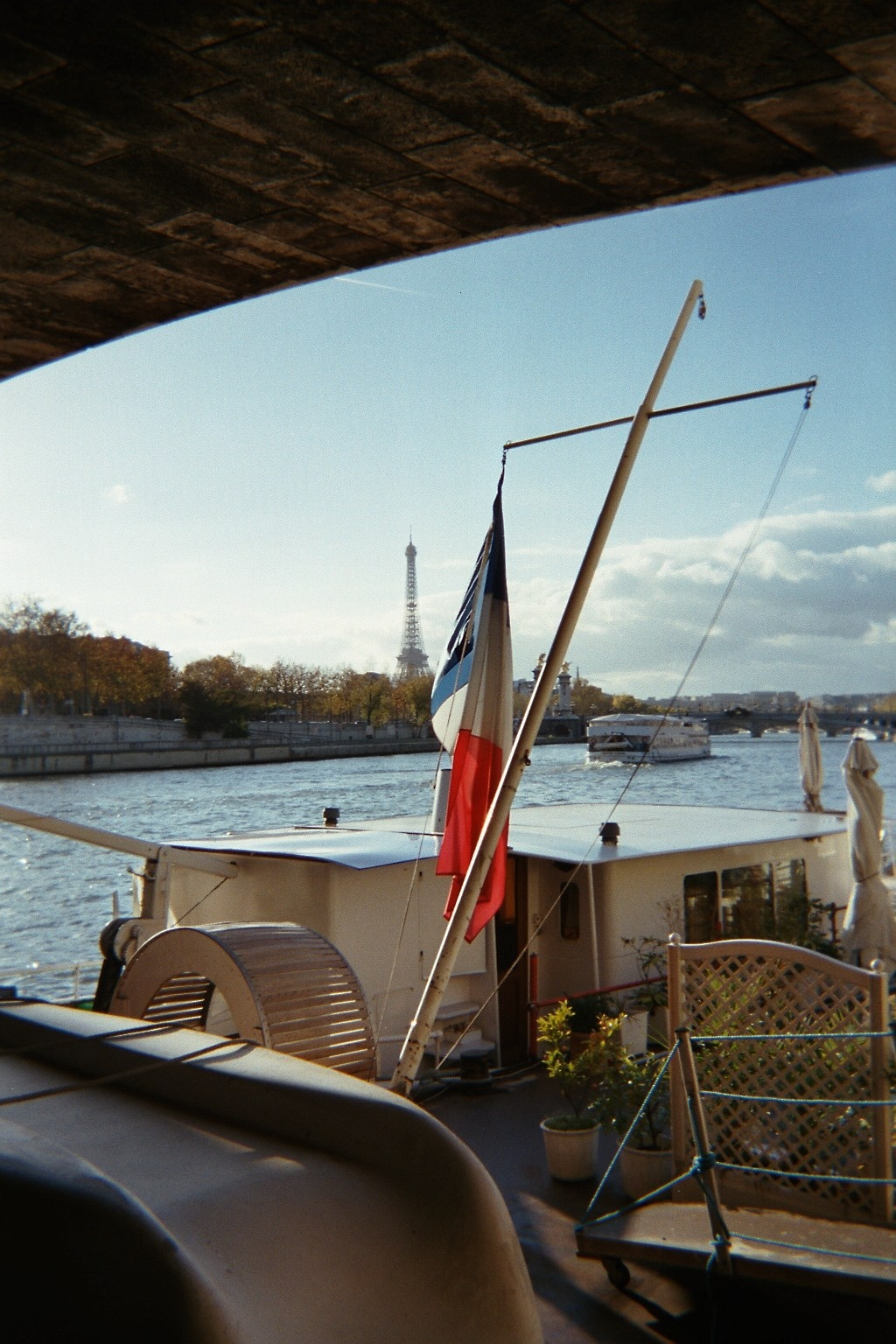
La tour Eiffel vue depuis un bateau-mouche naviguant sur la Seine.

Pendant la Belle Époque, l'expansion économique de la capitale est importante mais elle se déroule sur fond de tensions politiques dans la rue. Néanmoins, l'État organisant l'accueil de deux expositions universelles en 1889 et 1900, qui laissent une large empreinte dans la capitale, contribue à apaiser les tensions, grâce à la présentation de ce que les régions françaises construisent (ex. Le Bateau-mouche construit dans le quartier de La Mouche, à Lyon). La tour Eiffel est construite pour l'exposition de 1889 (centenaire de la Révolution française). La première ligne du métropolitain ainsi que le Grand Palais, le Petit Palais et le pont Alexandre-III sont inaugurés à l'occasion de celle de 1900. Paris devient un important centre industriel grâce aux régions françaises et ses industriels, scientifiques (ex. le Musée Guimet, le Lyonnais Émile Guimet souhaitant se rapprocher des savants de la Capitale), mais le centre de gravité de l'industrie se déplace progressivement en proche banlieue à la recherche de l'espace nécessaire. Les usines automobiles et aéronautiques par exemple s'implantent pour l'essentiel à Boulogne-Billancourt (Renault), Suresnes (Citroën et les ateliers de Louis Blériot devenus plus tard l'Aérospatiale) et Puteaux (De Dion-Bouton), dans les actuels Hauts-de-Seine. Cette migration est à l'origine de la forte concentration d'ouvriers en proche banlieue et de la « banlieue rouge » communiste qui se met en place à cette époque. Néanmoins certains secteurs restent fortement implantés dans la ville intra-muros, en particulier la presse et l'imprimerie.
C'est à cette période, de la Belle Époque aux Années folles, que Paris connaît l'apogée de son influence culturelle sur le Monde, notamment autour des quartiers de Montparnasse et de Montmartre. C'est en effet durant ces décennies que la ville lumière accueille de très nombreux artistes tels Picasso, Matisse, Braque ou Fernand Léger.
En 1910, une crue centennale de la Seine provoque l'une des plus graves inondations que la ville ait connue et fait pour trois milliards de francs de dégâts. L'expansion économique reprend rapidement mais le déclenchement de la Première Guerre mondiale met brutalement fin à cette époque de prospérité. Paris voit sa modernisation cesser durant les années de guerre, tous les chantiers sont alors arrêtés. Le rapprochement du front en 1914 provoque le départ du gouvernement pour Bordeaux de septembre à décembre, les troupes allemandes ayant atteint Luzarches, à moins de trente kilomètres au nord de la ville. Paris est épargnée par les combats, la progression des armées allemandes en France ayant été arrêtée sur la Marne. En revanche, la ville subit les bombardements des « Taube », les raids des zeppelins, et les tirs de canon allemand (canon surnommé la Grosse Bertha) ; un de ces tirs fait une centaine de victimes lorsqu'il atteint l'église Saint-Gervais-Saint-Protais, dans le quartier du Marais, le 29 mars 1918. Ces bombardements resteront épisodiques et ne constitueront que des opérations à caractère psychologique. Cependant, ils conduisent l’état-major français à établir un projet de réplique de Paris pour tromper l’aviation ennemie ; lequel ne verra presque pas le jour en raison de la fin du conflit. Le défilé de la victoire le 14 juillet 1919 marque la fin de plus de quatre années de cauchemar.

## L'entre-deux-guerres et la Seconde Guerre mondiale

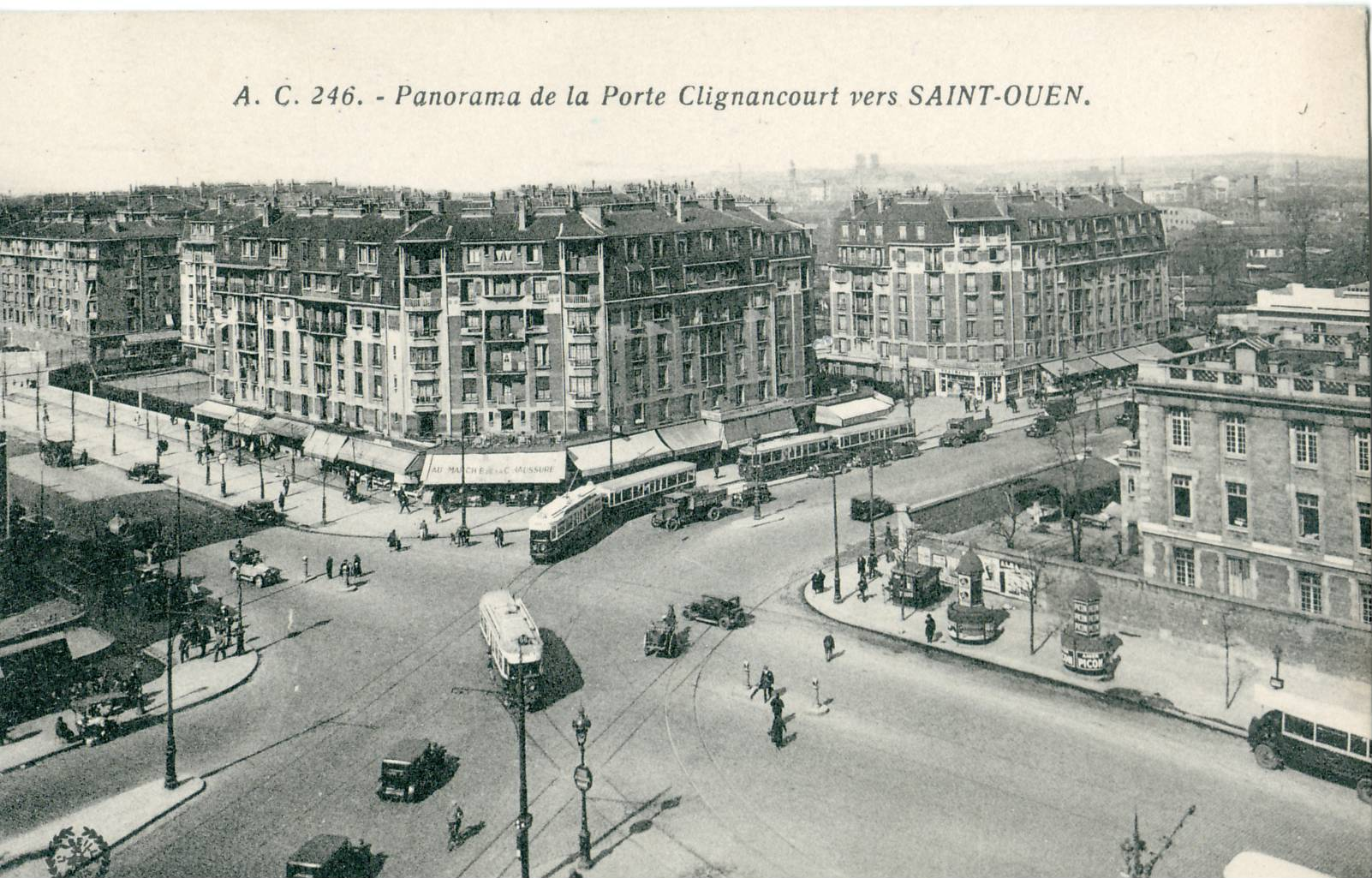
Les HBM parisiens de la porte de Clignancourt.

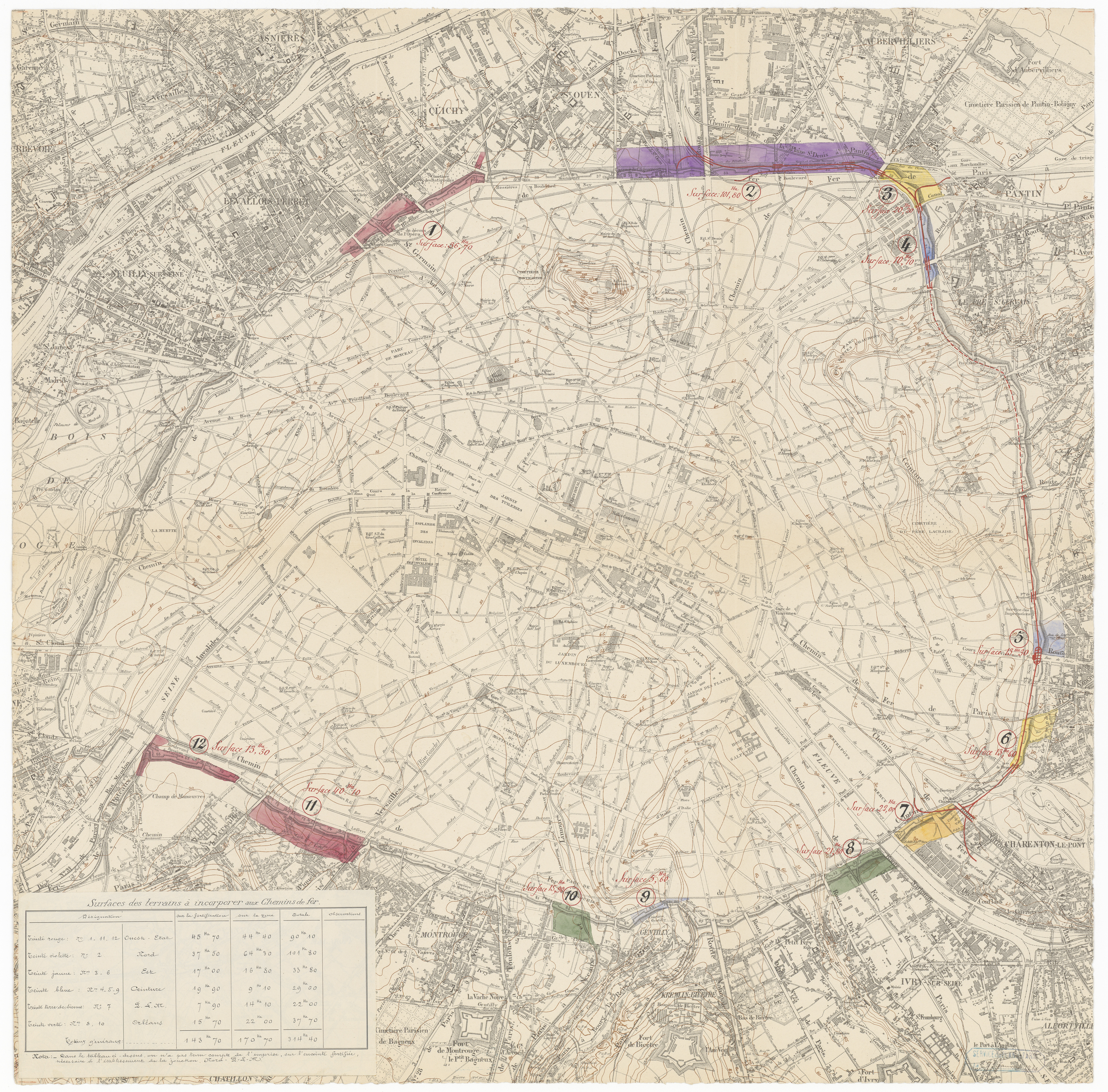
Plan d’ensemble au 1/20000 de Paris et de son enceinte en 1920. Archives nationales de France.

L'entre-deux-guerres marque le retour à la paix mais dans un contexte de crise sociale et économique. Les pouvoirs publics restent impuissants face à la crise du logement et incapables de mettre en œuvre l'ambitieux plan d'urbanisme nécessaire. Néanmoins, le métropolitain est prolongé en banlieue, une modeste politique de logement est mise en place avec la loi Loucheur qui favorise le développement des habitations à bon marché ou HBM. De nombreux immeubles en briques sont érigés le long des boulevards extérieurs, à l'emplacement de l'enceinte de Thiers alors détruite car dorénavant inutile, et constituent les meilleurs exemples de cette période. Des cités-jardins sont également édifiées dans le reste du département de la Seine (actuelle petite couronne) mais leur nombre reste limité et aucun espace vert d'importance ne s'ajoute à ceux d'Haussmann. L'essentiel des immeubles parisiens restent délabrés et constituent des foyers de tuberculose, la densité urbaine atteint son paroxysme en 1931, Paris intra-muros comptant 2 891 000 habitants, le maximum atteint par la ville. Parallèlement, des lotissements se développent partout autour de Paris à proximité des gares et marquent les débuts du spectaculaire développement de la banlieue mais cette expansion se fait de façon anarchique et ces nouveaux quartiers édifiés en plein champ souffrent d'un manque chronique d'aménagements et d'équipements publics.

Arc de triomphe de l'Étoile (1939).

Les Parisiens tentent de reprendre leur prééminence politique dans un contexte de multiples scandales financiers et de corruption des milieux politiques. Le 6 février 1934 se déroule la manifestation des Ligues patriotes contre le gouvernement, qui dégénère en émeutes et fait dix-sept tués et mille-cinq-cents blessés, puis le 14 juillet 1935, un important défilé a lieu en faveur du Front populaire et compte cinq-cent-mille manifestants. Mais le 3 septembre 1939, la France déclare la guerre à l'Allemagne.

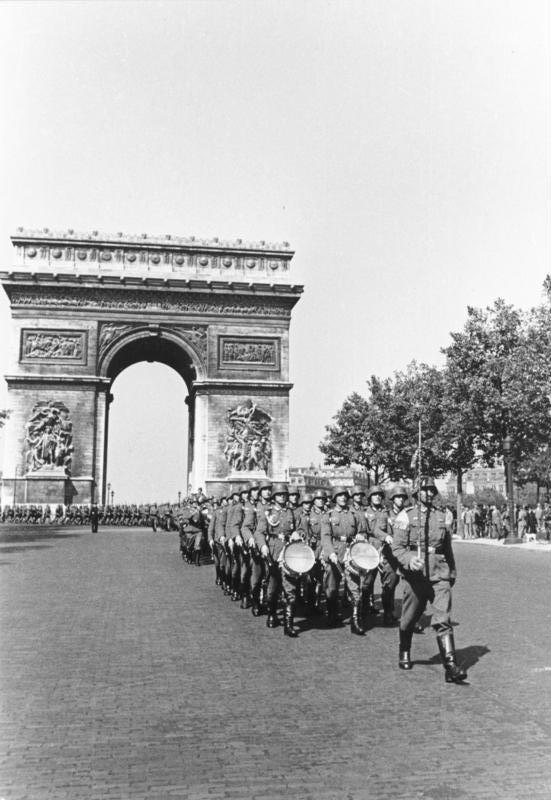
Défilé militaire allemand (1940).

Pendant ce conflit, la ville est déclarée ville ouverte lors de la débâcle militaire de 1940. Ainsi épargné dans l'immédiat, Paris est dès lors occupé par les troupes de la Wehrmacht jusqu'à la Libération de 1944. Paris cesse d'être la capitale du pays et devient le siège du commandement militaire allemand en France (Militärbefehlshaber in Frankreich), impliquant une forte présence de troupes et de services ennemis. La pénurie et le rationnement deviennent le quotidien des habitants, provoquant le développement du marché noir, encouragé de fait par l'occupant. Une nouvelle presse apparaît, celle des journaux collaborant avec les Allemands. Le 23 décembre 1940, l'ingénieur Jacques Bonsergent est le premier résistant fusillé à Paris. Les 16 et 17 juillet 1942, se déroule la rafle du Vel' d'Hiv', arrestation de 12 884 Juifs, la plus massive en France. 6 000 sont dirigés vers le camp de Drancy et 6 900 sont concentrés dans le vélodrome d'Hiver durant plus d'une semaine, pour l'essentiel des femmes et des enfants. L'attitude collaboratrice des autorités françaises pousse nombre de Parisiens à s'engager dans la Résistance.

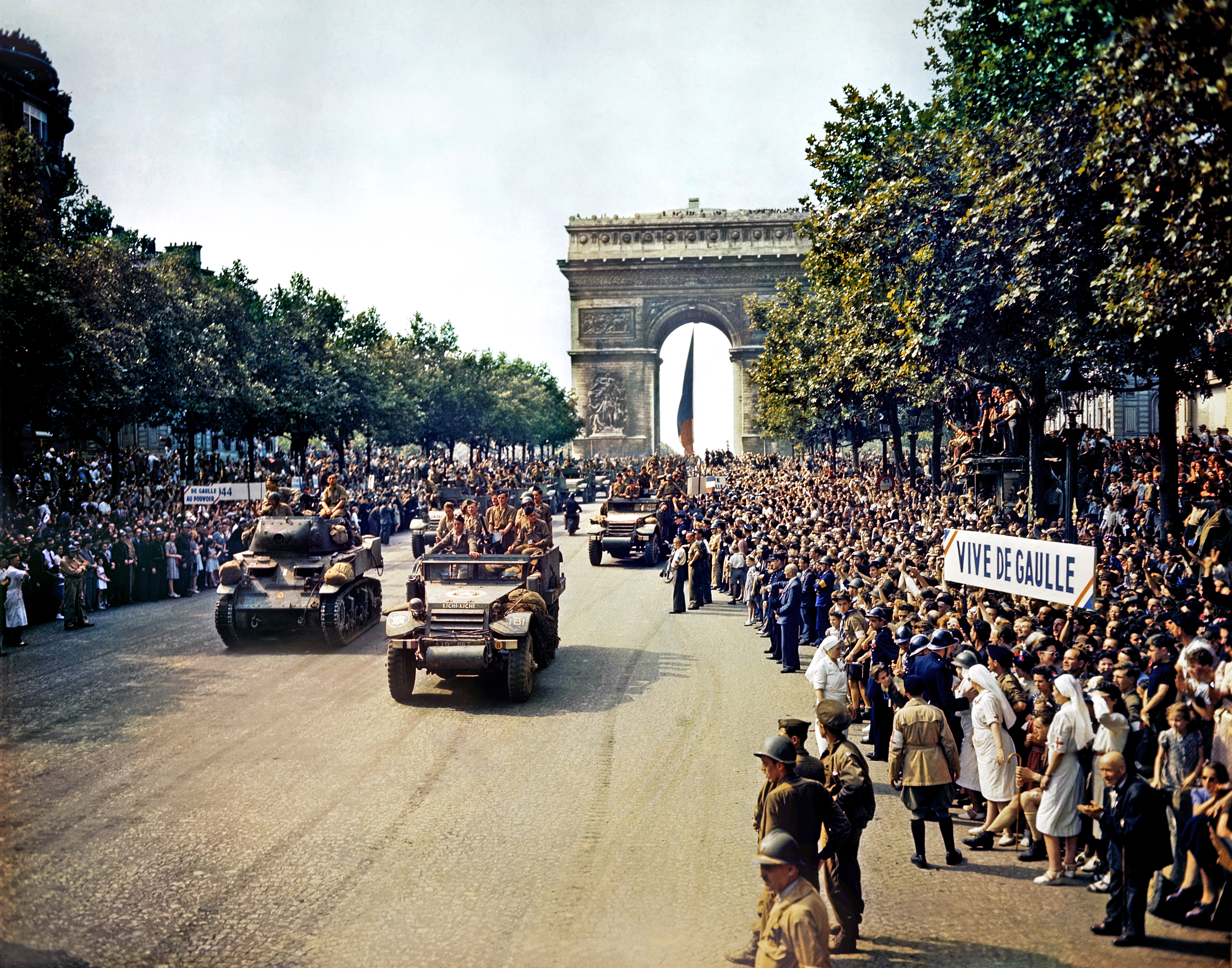
Paris à la Libération : le 25 août 1944.

À partir du 19 août 1944, à l'approche des troupes alliées arrivant de Normandie, se produit un soulèvement armé sous l'impulsion de la Résistance intérieure. Le 25 août, après l'entrée dans Paris de la 2e division blindée du général Leclerc, le commandant de la garnison allemande, le général von Choltitz, capitule sans exécuter les ordres d'Hitler qui étaient de détruire la ville, « Paris ne doit pas tomber aux mains de l'ennemi, ou il ne doit trouver qu'un champ de ruines ». Les ponts et les monuments de Paris sont ainsi relativement épargnés par les combats de la Libération. La ville est l'une des cinq communes de France à se voir décerner le titre de compagnon de la Libération.

## Le Paris contemporain

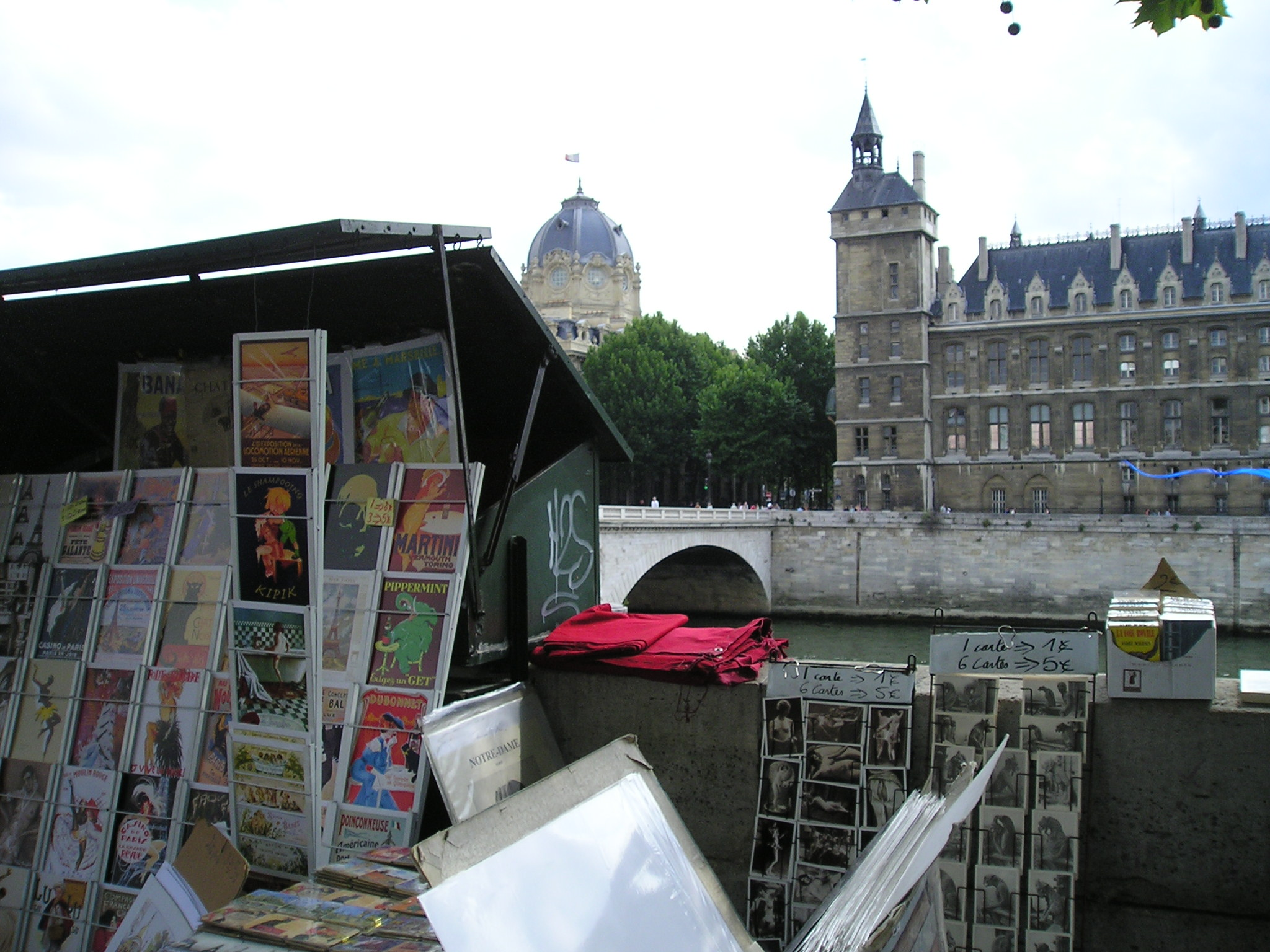
Quai de la Mégisserie.

La création des départements de Paris, des Hauts-de-Seine, de la Seine-Saint-Denis, du Val-de-Marne, de l'Essonne, des Yvelines, du Val-d'Oise à partir de la Seine et de la Seine-et-Oise en 1968.

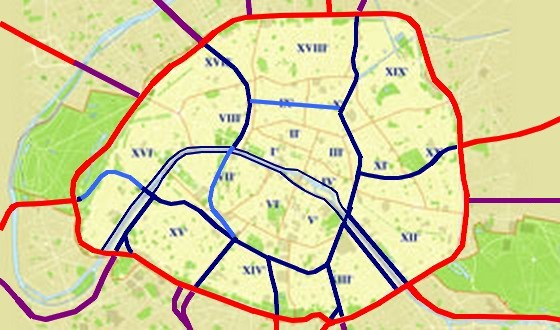
Le plan autoroutier de Pompidou: en rouge, les voies construites ; en violet, les autoroutes prévues ; en bleu foncé, les autoroutes intra-muros prévues et en bleu-clair les voies enterrées prévues.

En 1956, Paris se lie à Rome dans un jumelage exclusif, avec une forte valeur de symbole et de réconciliation après la Seconde Guerre mondiale,.
Sous les mandats du général de Gaulle de 1958 à 1969, plusieurs évènements politiques se déroulent dans la capitale. Après le massacre du 14 juillet 1953 (7 morts et une centaine de blessés) à l'occasion d'une manifestation organisée par la gauche et le MTLD de Messali Hadj, le massacre du 17 octobre 1961, lors d'une manifestation pacifique en faveur de l'indépendance de l'Algérie, cause entre 32 et 325 victimes maghrébines, tuées sous les coups de la police nationale, alors dirigée par le préfet de police Maurice Papon. Des dizaines de manifestants ont été jetés dans la Seine, tandis que d'autres sont morts dans des centres de détention.
À partir du 22 mars 1968, un important mouvement étudiant touche l'université de Nanterre, ouverte quatre ans plus tôt pour désengorger la Sorbonne ; en 1969 sera ouvert l'Université Saint-Denis pour succéder au Centre universitaire de Vincennes, souvent qualifié d'« université expérimentale ». Les étudiants parisiens déclenchent des manifestations dans le quartier latin le 12 avril, qui dégénèrent en émeutes lors de la nuit des barricades les 10 et 11 mai. Un Conseil pour le maintien des occupations (CMDO) est alors créé à la Sorbonne à l'initiative de l'Internationale situationniste. Née d'une crise estudiantine, le mouvement se transforme très vite en crise politique et sociale d'envergure internationale. Le 13 mai, d'immenses manifestations rassemblent 800 000 personnes venues protester contre les violences policières. Après deux mois de troubles, les Parisiens votent fortement en faveur du général de Gaulle lors des élections législatives des 22 et 29 juin 1968 et le calme revient. Malgré ce plébiscite, il démissionnera à la suite du référendum du 27 avril 1969.
Lors des funérailles du général de Gaulle le 12 novembre 1970, une immense foule et les chefs d'État et de gouvernements de quatre-vingt-quatre pays sont présents lors du service religieux qui se déroule à la cathédrale Notre-Dame de Paris.

### Pompidou: la destruction des Halles et le projet autoroutier

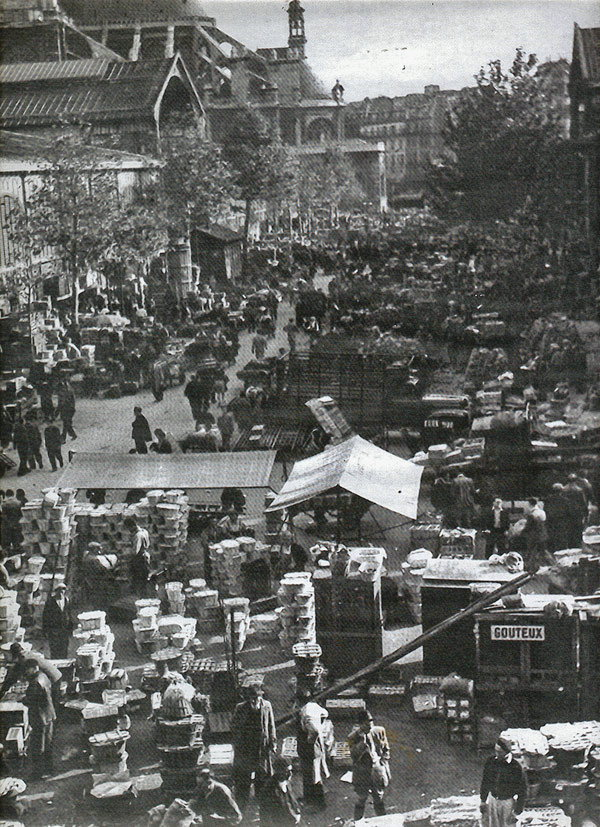
La rue centrale partageant les Halles en deux (avant leur destruction) au niveau du chevet de l'église saint-Eustache dans les années 1970).

Sous Pompidou, de grands projets de réaménagements de Paris sont conçus, en premier lieu desquels un grand plan autoroutier intra-muros, qui devait notamment relier par autoroute la Gare Saint-Lazare, la Gare de l'Est et la Gare de Montparnasse, ainsi qu'enterrer le canal Saint-Martin qu'on remplacerait par une autoroute. De ce projet, abandonné sous Giscard, demeure la construction des voies sur berge, le projet de la radiale Vercingétorix, qui devait relier l'autoroute A10 à la Porte de Vanves, n'étant abandonné qu'à la fin des années 1970. Pompidou rénove cependant profondément le centre de la capitale, en poursuivant le déménagement des Halles vers Rungis, décidé dès 1960 et effectué début 1969, lorsque 20 000 personnes et 1 000 entreprises de gros se transférèrent vers les nouveaux marchés. Pompidou décide alors la construction du Centre Pompidou associé à la Bibliothèque publique d'information (BPI) et détruit les anciennes halles, projet contesté par d'importantes manifestations. Les Halles sont détruites entre 1971 et 1973, le Quartier de l'Horloge aménagé et, en 1977, on inaugure la gare RER de Châtelet-Les Halles qui jouxte le Forum souterrain des Halles, construit pour remplacer les Halles.

### Chirac, ou le maire de Paris, et la présidence Mitterrand

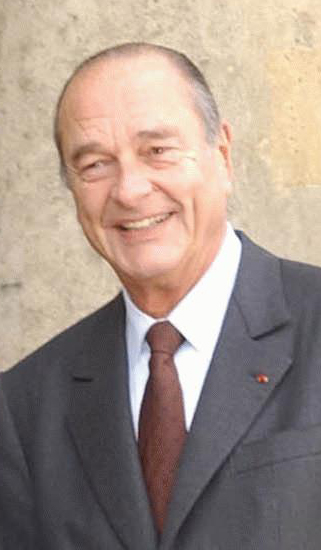
Jacques Chirac, maire de Paris pendant 18 ans de 1977 à 1995.

En 1976, l'État accorde sous son mandat pour la première fois depuis 1871 une municipalité autonome à la capitale. Le candidat RPR Jacques Chirac est alors élu maire de Paris. Il le reste pendant 18 ans, réélu à deux reprises en 1983 et 1989.
Sous le premier mandat de François Mitterrand, une réforme est adoptée par la loi de décentralisation du 31 décembre 1982 : elle dote chaque arrondissement de la capitale d'un maire et d'un Conseil municipal propre et non plus désigné par le maire de Paris.
Mitterrand mène à bien plusieurs projets importants, en premier lieu desquels le parc de la Villette, sur l'ancien site des abattoirs de la Villette détruits en 1977. C'est le premier parc parisien sans clôture et par conséquent ouvert la nuit, sur lequel est installée la Cité des sciences et de l'industrie, inaugurée en 1986, la Cité de la musique ainsi que la Géode. Sont également construits l'Opéra-Bastille qui, comme La Villette, vise à dynamiser la partie est de Paris, jusqu'alors dépourvue d'équipements culturels, ainsi que, dans les années 1990, la Bibliothèque nationale de France (BNF), autour de laquelle se déploie un important projet de réaménagement du XIIIe arrondissement. Enfin, l'arche de la Défense est inaugurée en 1989, situé dans la continuité de l'axe historique et de l'arc de triomphe.
En 1991, les quais de la Seine du pont Sully en amont au pont d'Iéna en aval sont classés par un comité désignés par l'assemblée générale de l'UNESCO sur la liste du patrimoine mondial pour son urbanisme remarquable d'ensemble fluvio-urbain et ses monuments dont plusieurs constituent des chefs-d'œuvre au rayonnement mondial (voir rives de la Seine à Paris).

### Le tandem Tiberi-Chirac
Devenu président de la République en mai 1995, Jacques Chirac est remplacé à la mairie par Jean Tiberi dont le mandat est marqué par la lutte contre la pollution avec la multiplication des couloirs de bus, des pistes cyclables et l'ouverture des voies sur berge le dimanche. Son mandat est cependant affecté par des affaires politico-financières et les divisions politiques au sein de sa propre majorité municipale favorisant l'élection en mars 2001 du socialiste Bertrand Delanoë, premier maire de gauche depuis la commune de Paris.

### Le mandat Delanoë

Bertrand Delanoë, maire de Paris de 2001 à 2014.

Celui-ci affiche alors sa volonté de réduire la place de l'automobile dans la capitale au profit notamment des piétons et des transports en commun avec, entre autres, des aménagements de voies de bus en site propre, la construction d'un tramway dans le sud de Paris et le Vélib', et il favorise la promotion d'évènements festifs comme les Nuit Blanche ou Paris Plages.

#### Les émeutes de 2005
L'automne 2005 est marqué par d'importantes émeutes urbaines en banlieue qui commencent à Clichy-sous-Bois en Seine-Saint-Denis le 27 octobre 2005 par la mort de deux jeunes poursuivis par la police, avant de se répandre dans un grand nombre de banlieues pauvres à travers la France. Les violences urbaines ne concernent néanmoins que peu les centres-villes des agglomérations françaises, et donc Paris intra-muros. Cet épisode relayé par les médias de nombreux pays montre alors selon certaines analyses l'état de ghettoïsation ethnique et sociale de nombreux secteurs de banlieue.

#### Le Grand Paris

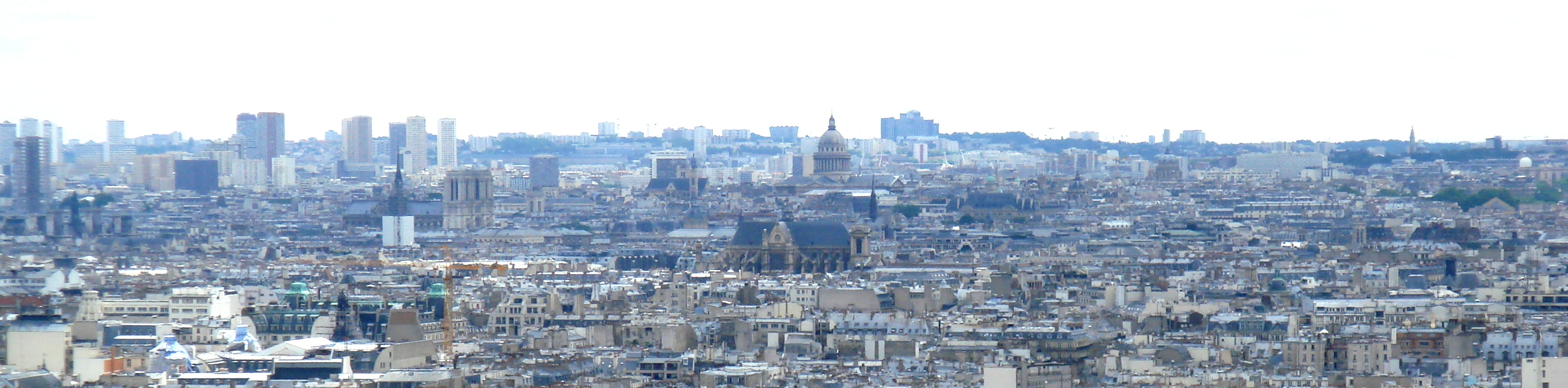
Vue panoramique de Paris, depuis Montmartre.